# Sauergrasgewächse
Sauergrasgewächse (Cyperaceae), auch Riedgrasgewächse oder Riedgräser genannt, sind eine Pflanzenfamilie innerhalb der Ordnung der Süßgrasartigen (Poales). Die 98 bis 109 Gattungen mit etwa 5500 Arten sind fast weltweit verbreitet. Es handelt sich um grasartige, hauptsächlich ausdauernde, zum Teil rasen- und horstbildende oder mit Rhizomen kriechende Arten. Zur Unterscheidung von den Süßgräsern gilt: Ihre mehr oder weniger dreikantigen Stängel sind markhaltig und besitzen keine erhabenen Knoten.
Als Sauergräser werden im deutschen Sprachraum gemeinhin weitere Arten aus verschiedenen Familien wie Binsengewächse (Juncaceae), Dreizackgewächse (Juncaginaceae) und Blumenbinsengewächse (Scheuchzeriaceae) bezeichnet. Streng genommen sind mit dem Begriff jedoch ausschließlich die Arten der Familie der Cyperaceae gemeint.

## Beschreibung

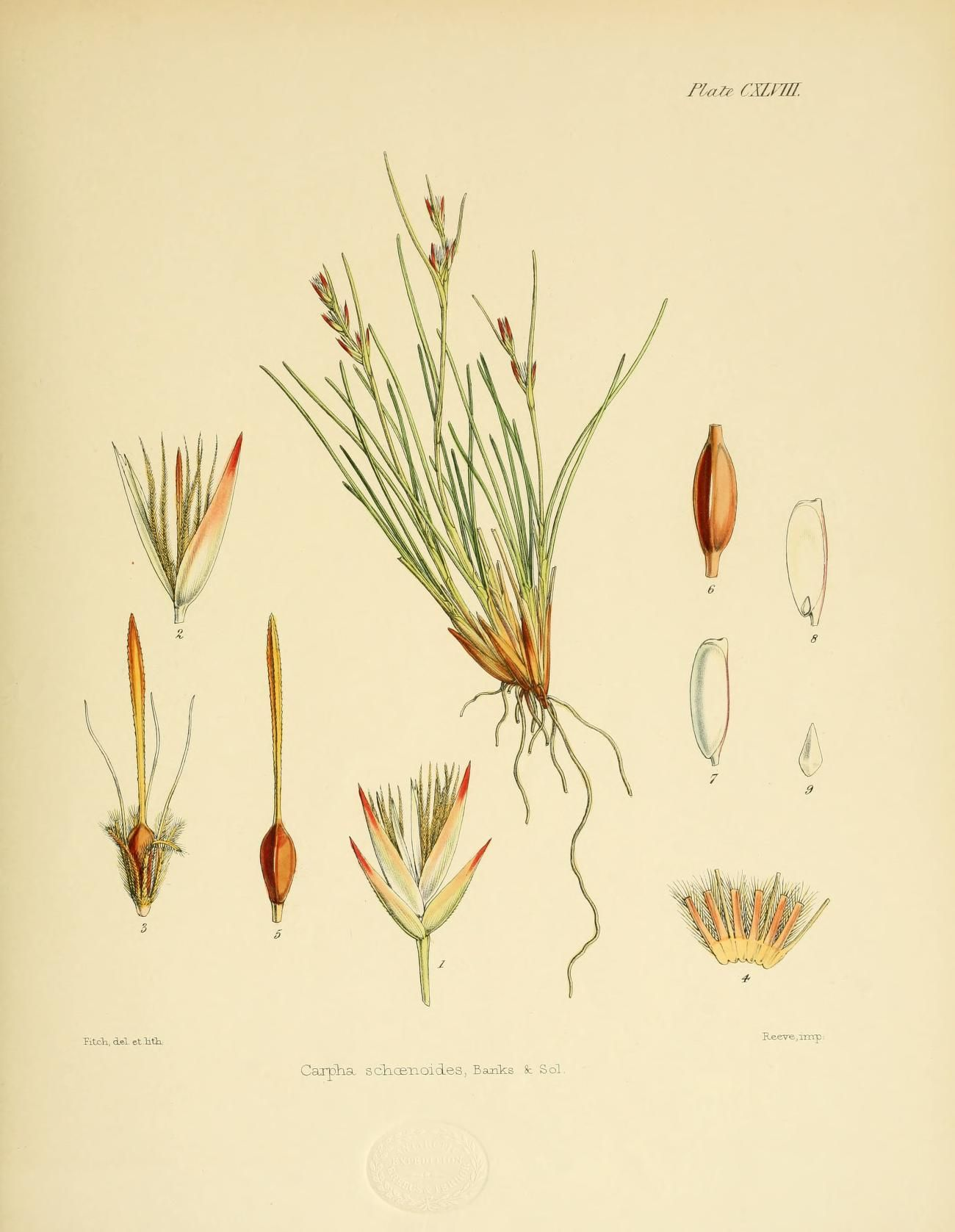
Illustration aus Flora Antarctica, Tafel CXLVIII von Carpha schoenoides

### Vegetative Merkmale
Sauergrasgewächse sind meistens ausdauernde krautige Pflanzen mit grasähnlichem Habitus. Es können Rhizome vorhanden sein. Der Stängel ist massiv beziehungsweise markig, also nicht hohl, oft dreikantig und die Nodien sind nie knotig verdickt, im Gegensatz zur Familie Poaceae. Die meist wechselständig und oft dreizeilig am Stängel angeordneten Laubblätter sind in Blattscheide und Blattspreite gegliedert. Die Blattscheiden sind geschlossen oder selten offen. Die einfache Blattspreite ist parallelnervig und grasartig schmal.

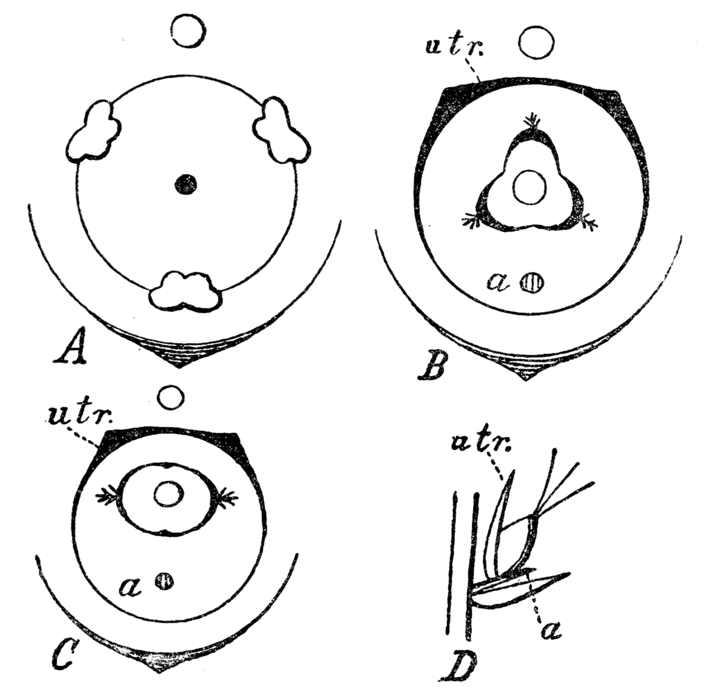
Blütendiagramm von Carex
A männliche Blüte
B dreinarbige weibliche Blüte
C zweinarbige weibliche Blüte
D Schema einer weiblichen Blüte
a Sekundarspross
utr. Utriculus (Schlauch)

### Generative Merkmale
Die Hochblätter sind laubblattähnlich. Die Ährchen stehen einzeln oder sind zu mehreren in ährigen, rispigen oder kopfigen Gesamtblütenständen angeordnet. Die Blüten stehen zu vielen bis einzeln in Ährchen.
Die Blüten sind, wie bei windbestäubten Pflanzen üblich, unscheinbar und entweder zwittrig (Schoenoplectus, Scirpus, Eleocharis, Eriophorum) oder eingeschlechtig. Wenn die Blüten eingeschlechtig sind, dann sind die Pflanzenarten meist einhäusig (monözisch) oder zweihäusig (diözisch) getrenntgeschlechtig. Die Blüten sind dreizählig und radiärsymmetrisch. Die null bis sechs Blütenhüllblätter sind zu Borsten, Haaren oder Schuppen reduziert. Es sind meist nur drei (selten nur zwei oder eines) freie, fertile Staubblätter vorhanden. Die Pollenkörner sind Pseudomonade (= Kryptotetrade), das heißt, sie enthalten zunächst vier Kerne, von denen drei degenerieren, so dass sich nur ein Pollenkorn aus einer Pollenmutterzelle entwickelt. Zwei oder drei Fruchtblätter sind zu einem oberständigen, einfächerigen Fruchtknoten verwachsen mit einer basalen Samenanlage. Es sind ein, zwei oder drei Narbenäste vorhanden.
Die einsamige Nussfrucht, eine Karyopse, ist bikonvex oder dreikantig.

## Systematik und Verbreitung

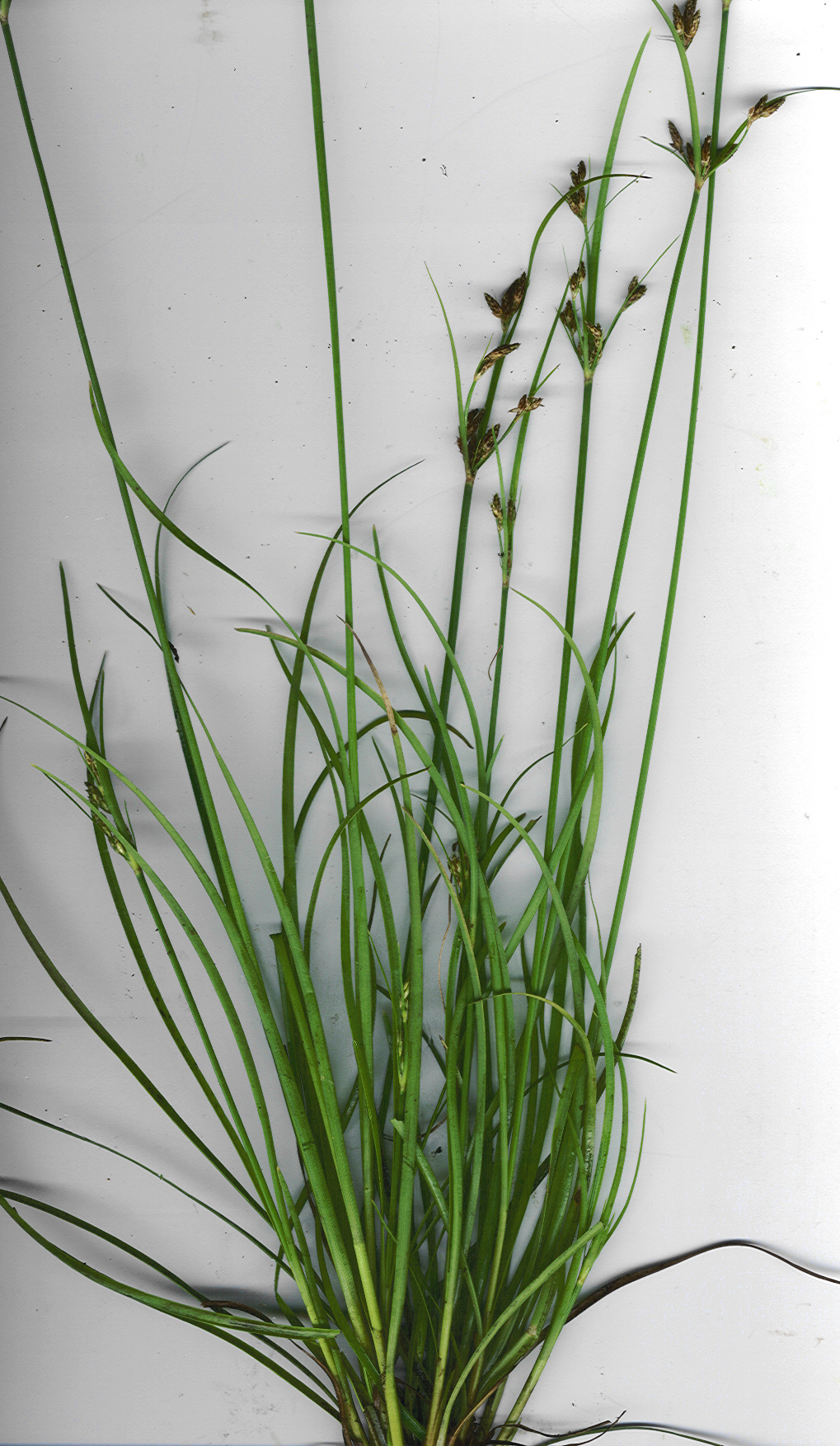
Tribus Abildgaardieae: Fimbristylis dichotoma

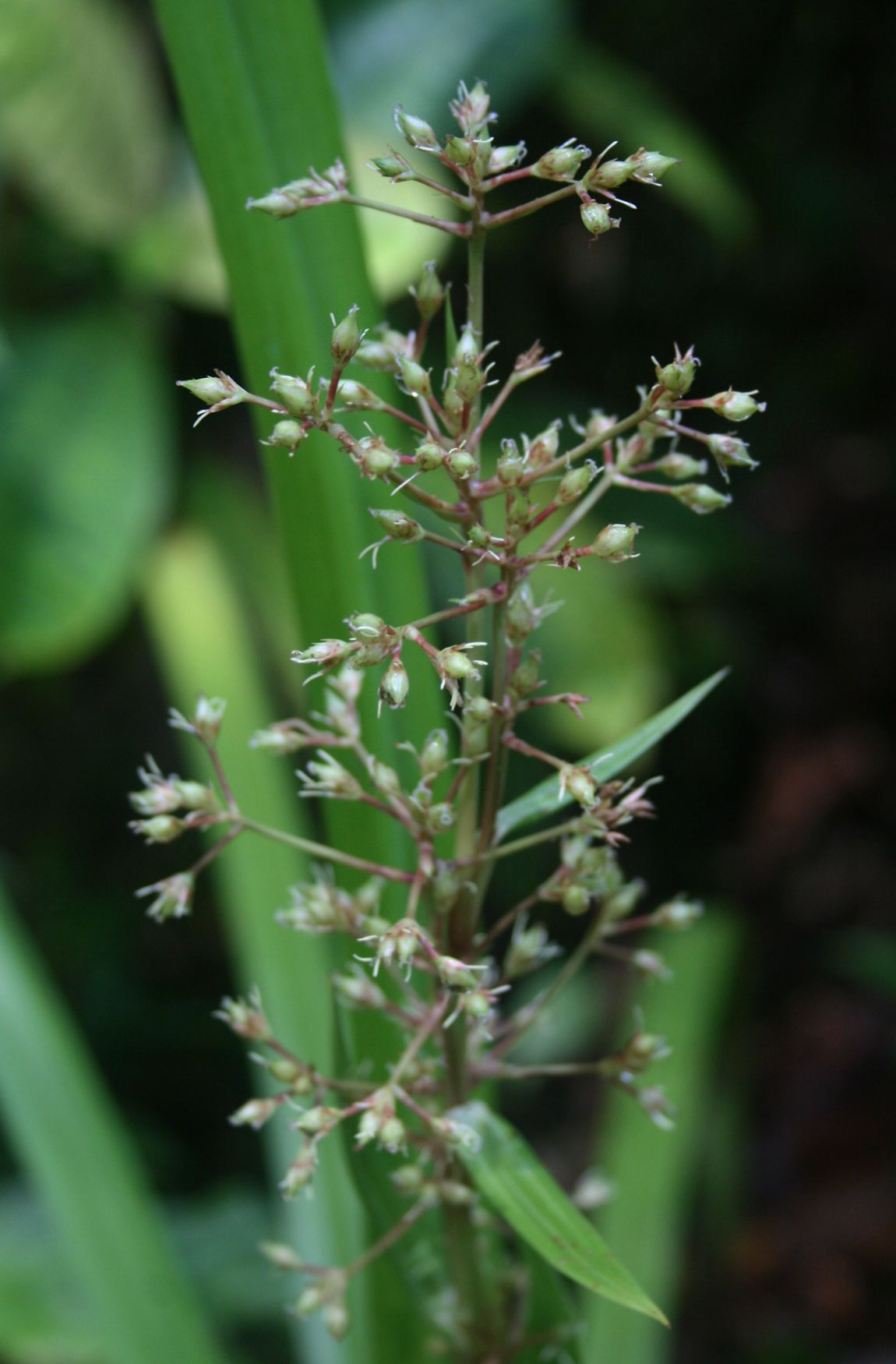
Tribus Bisboeckelereae: Becquerelia cymosa

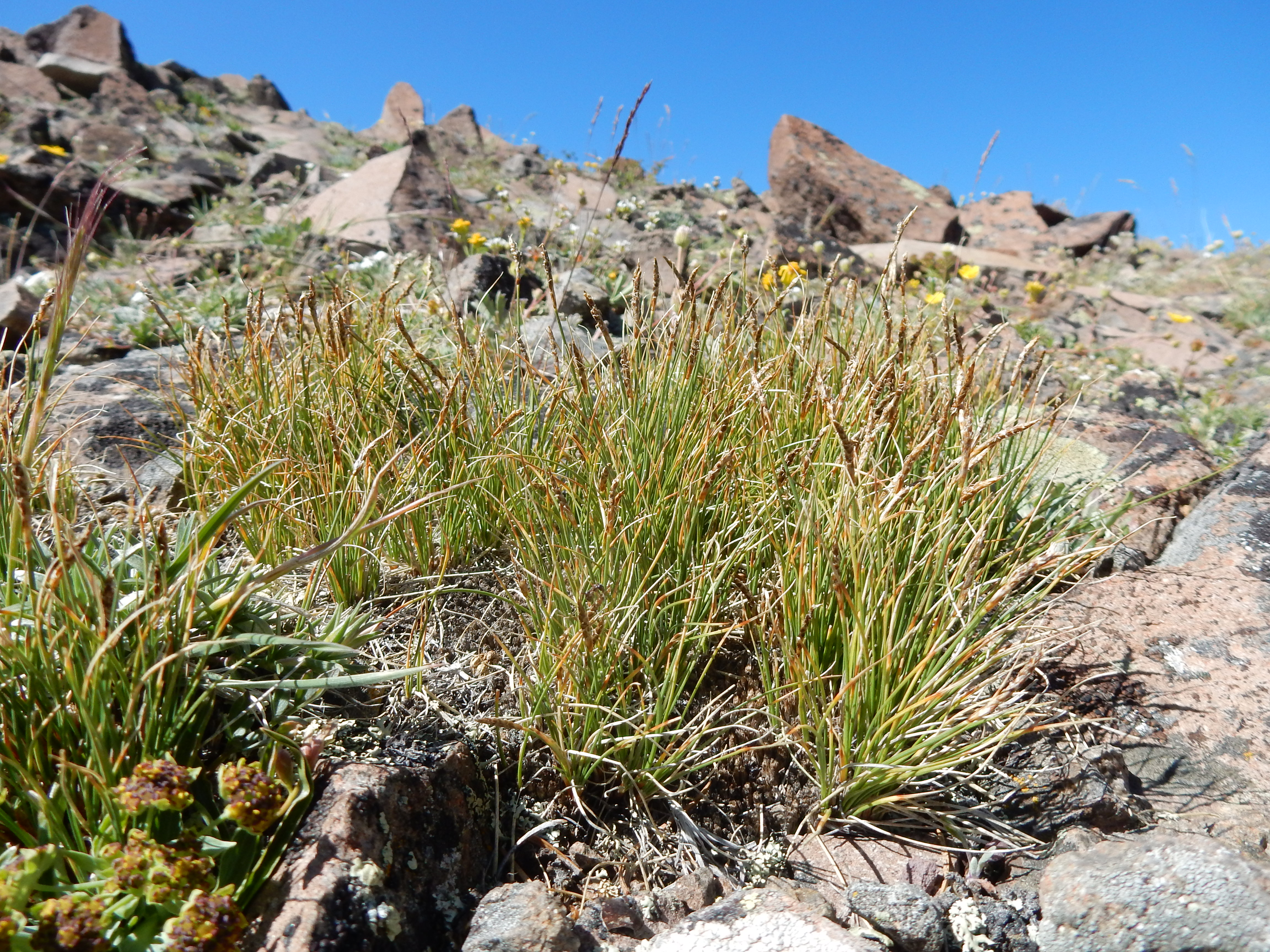
Tribus Cariceae: Carex elynoides

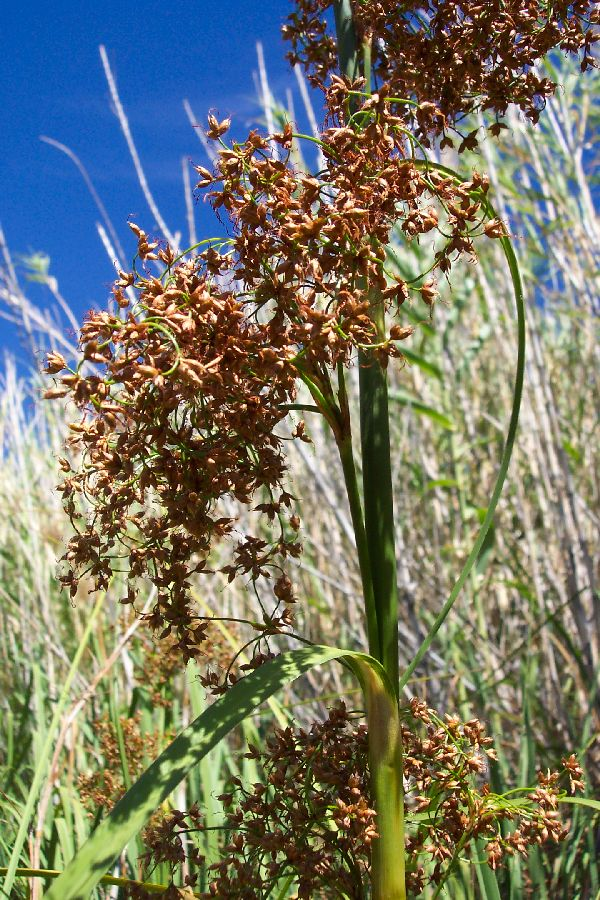
Tribus Cladieae: Cladium californicum

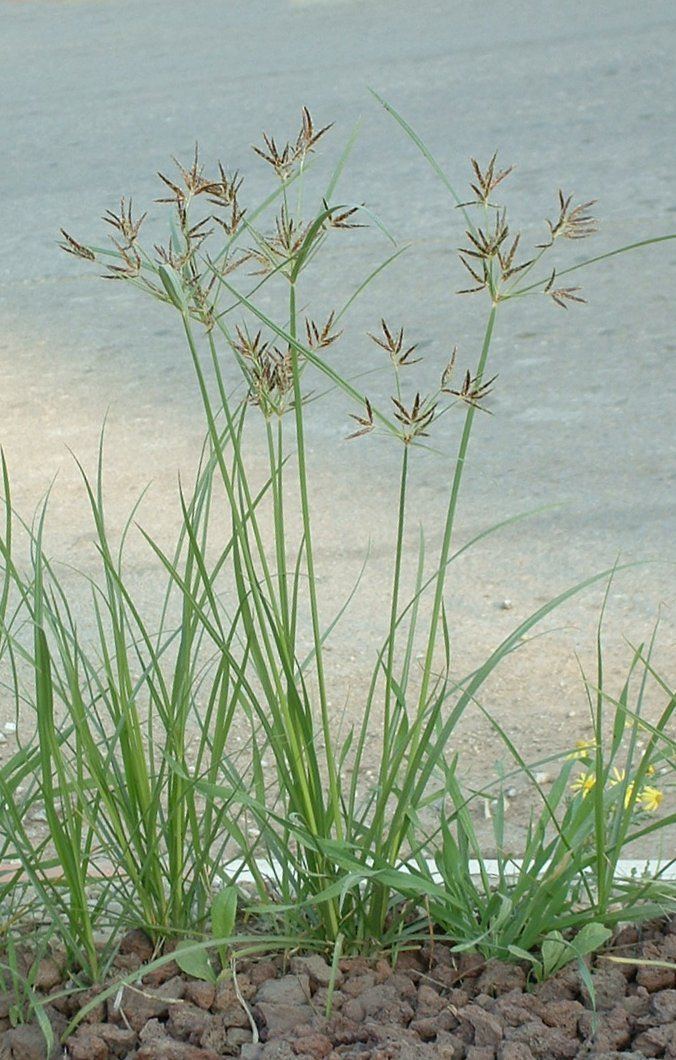
Tribus Cypereae: Knolliges Zypergras (Cyperus rotundus)

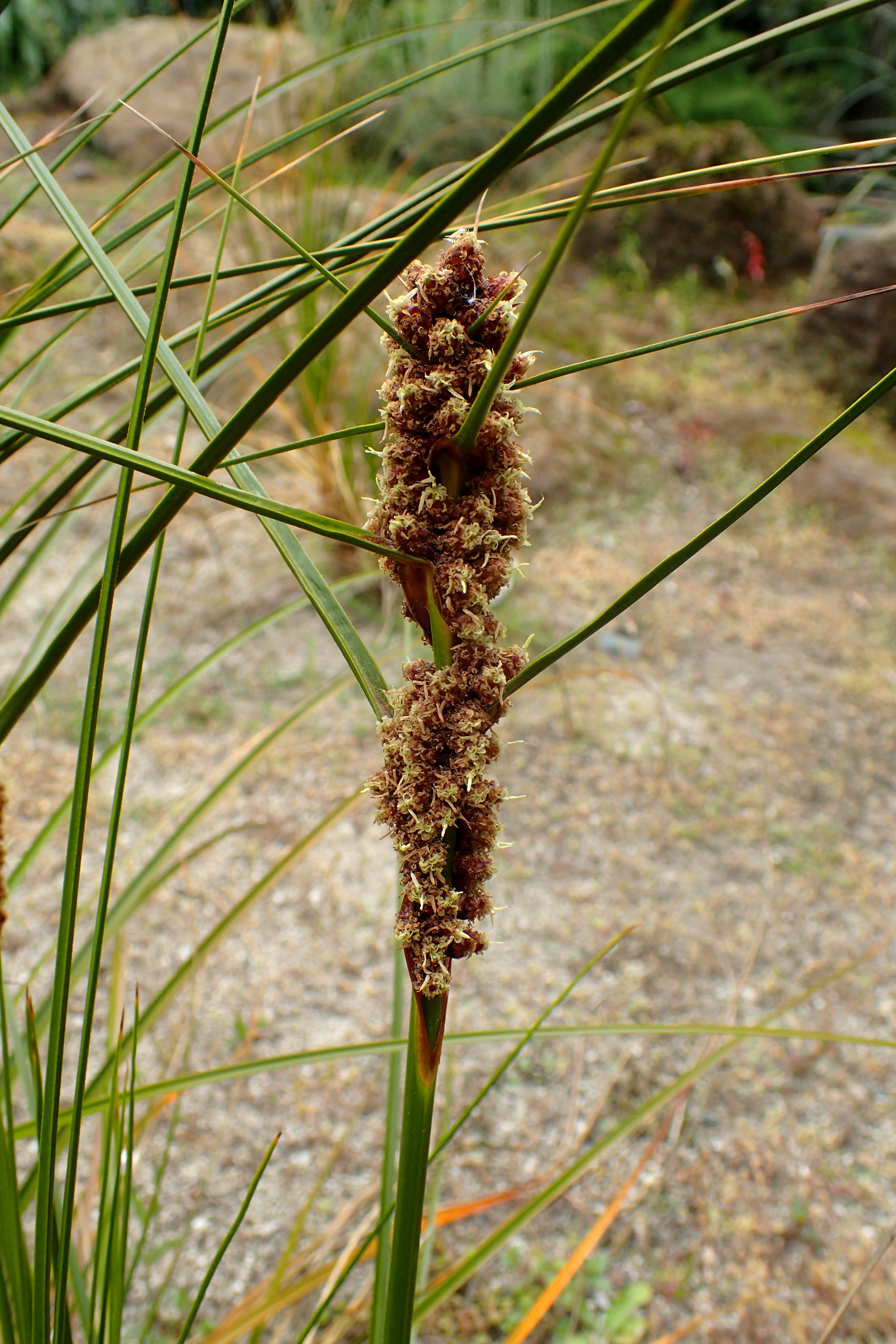
Tribus Cypereae: Ficinia spiralis

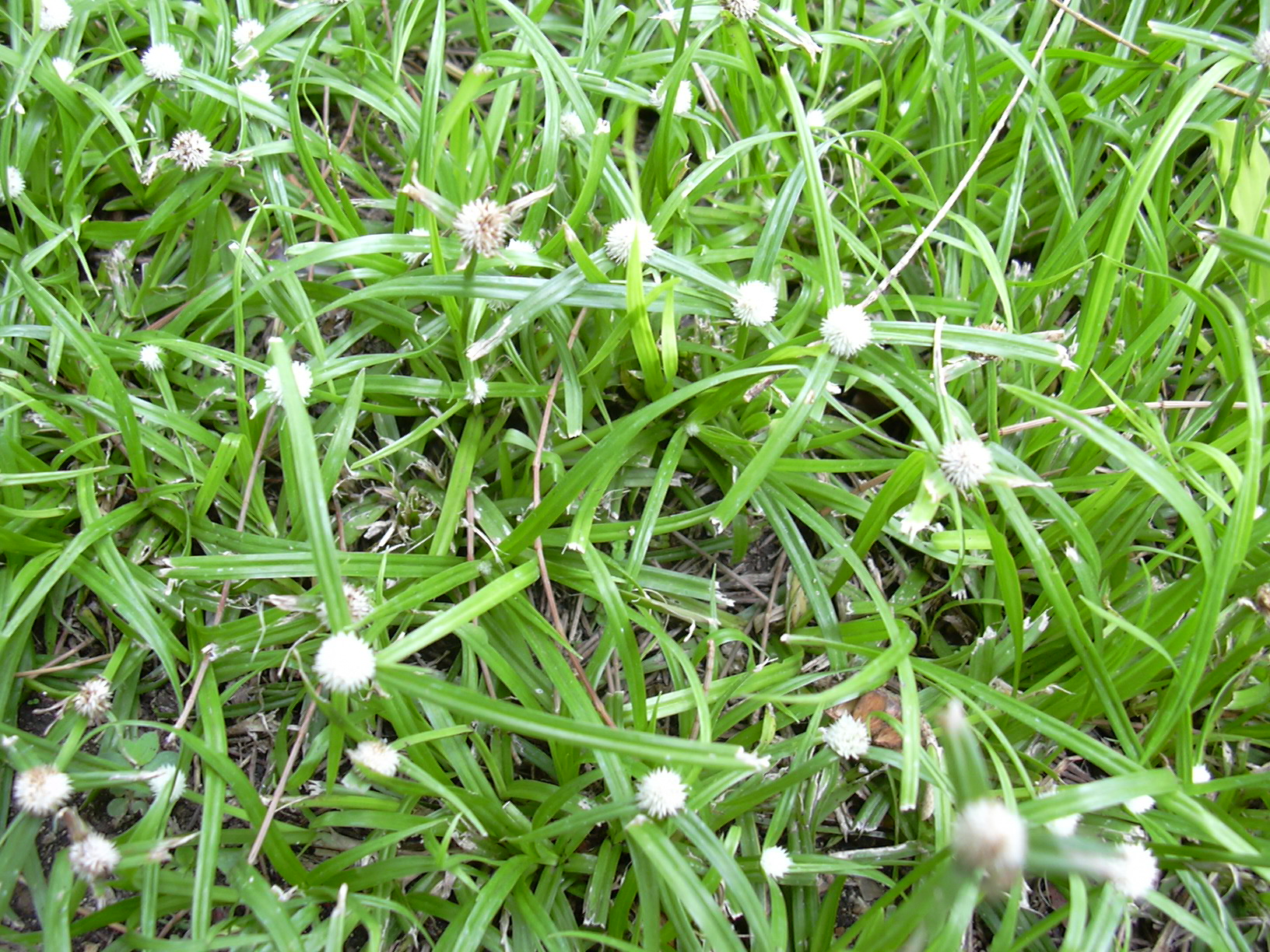
Tribus Cypereae: Kyllinga nemoralis

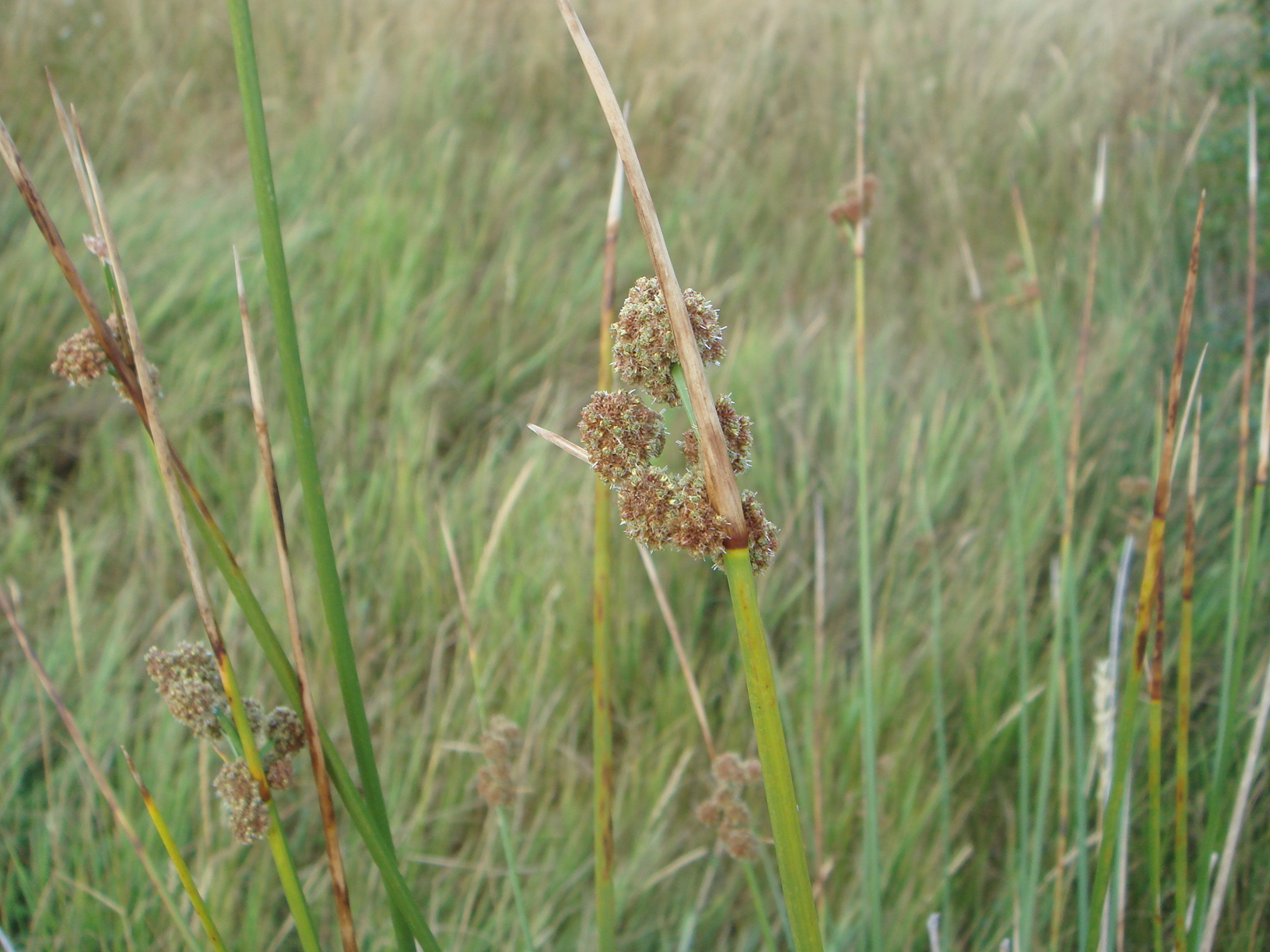
Tribus Cypereae: Kugelbinse (Scirpoides holoschoenus)

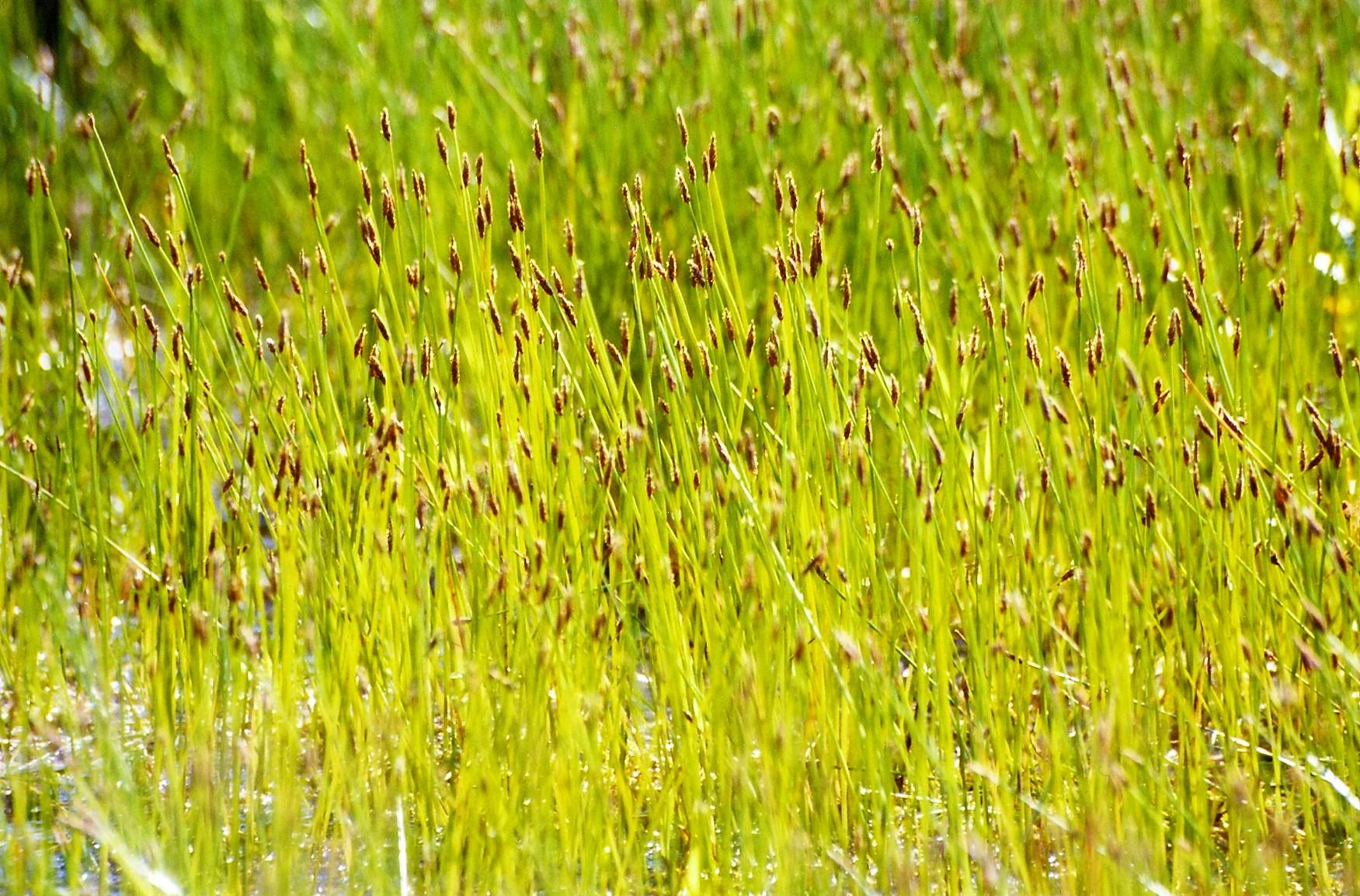
Tribus Eleocharideae: Einspelzige Sumpfbinse (Eleocharis uniglumis)

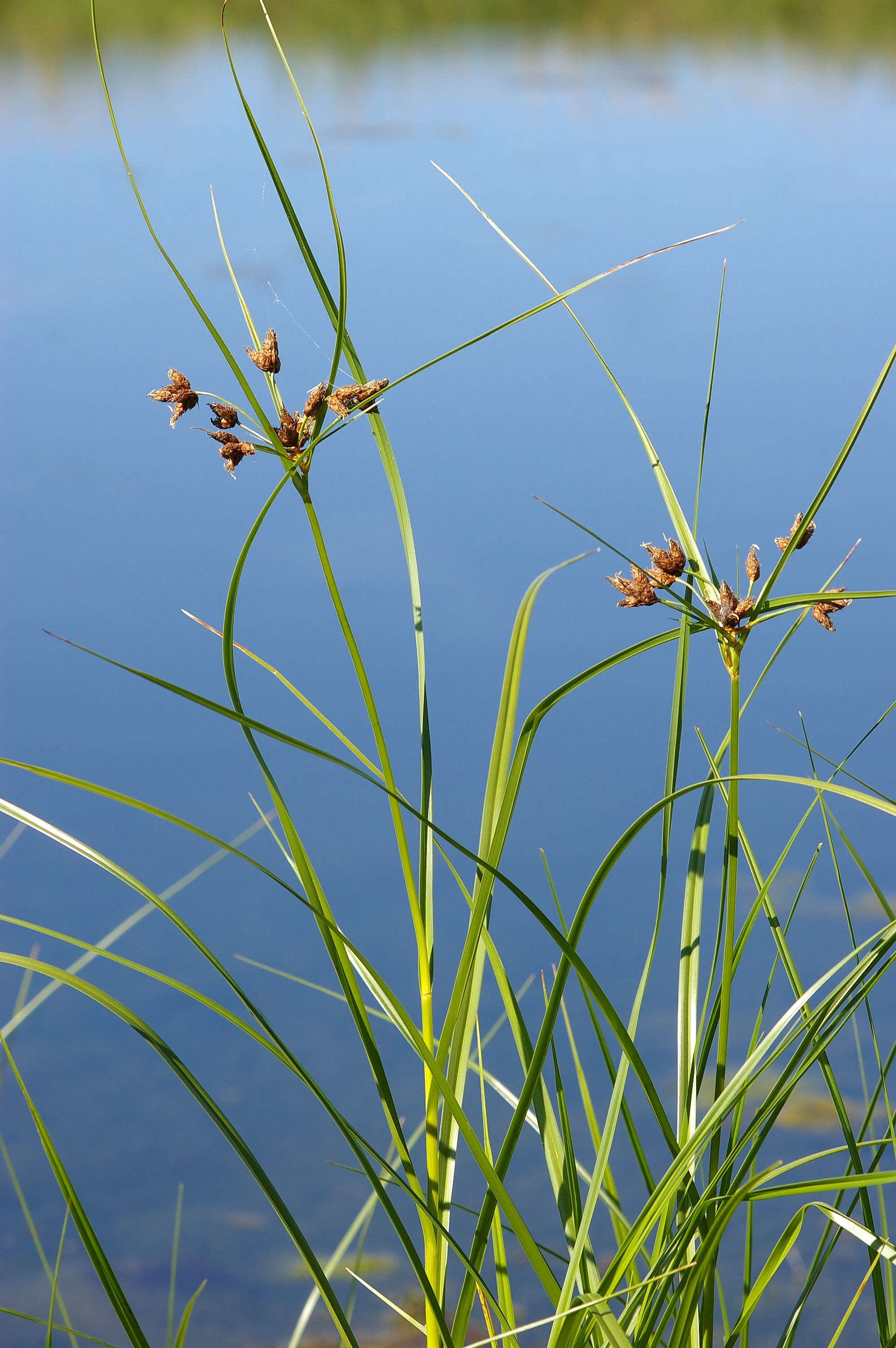
Tribus Fuireneae: Bolboschoenus maritimus agg. / Bolboschoenus laticarpus

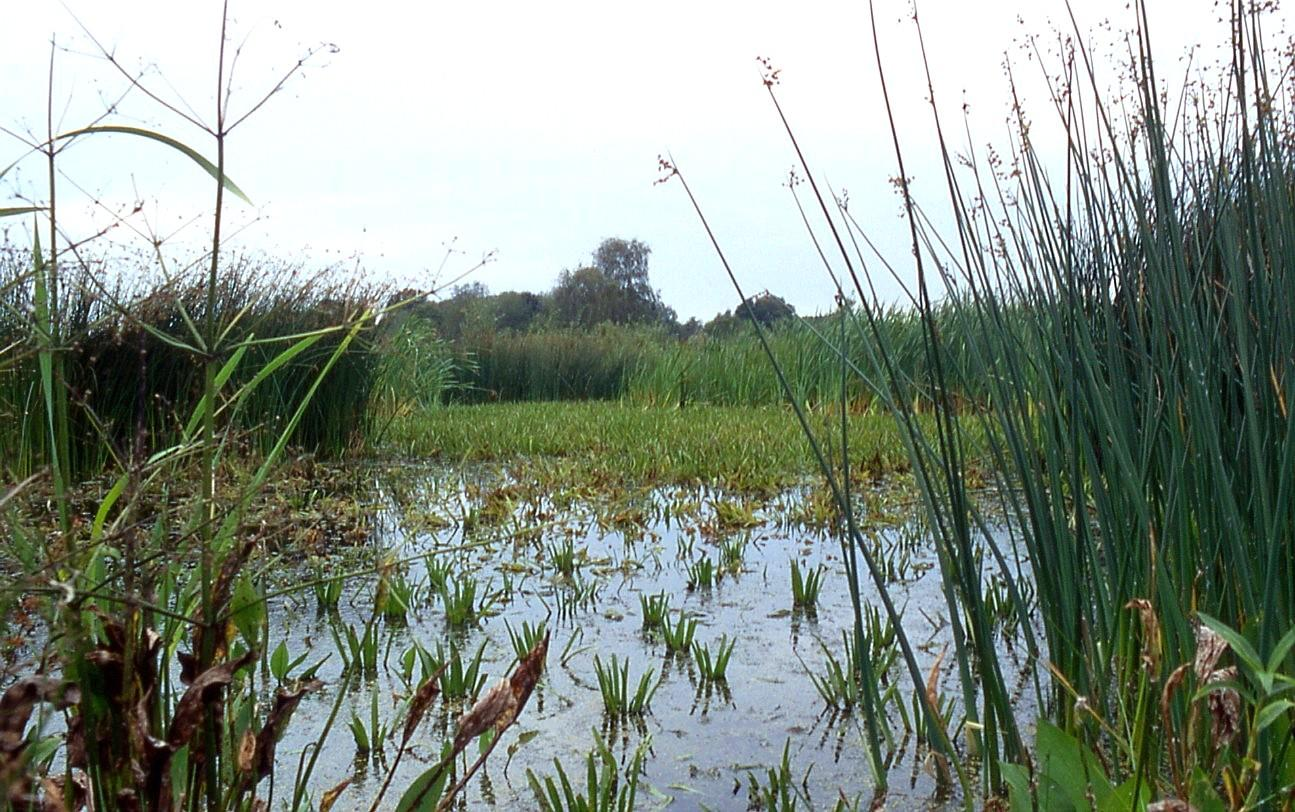
Tribus Fuireneae: Tümpel mit Teichbinse (Schoenoplectus lacustris), rechts

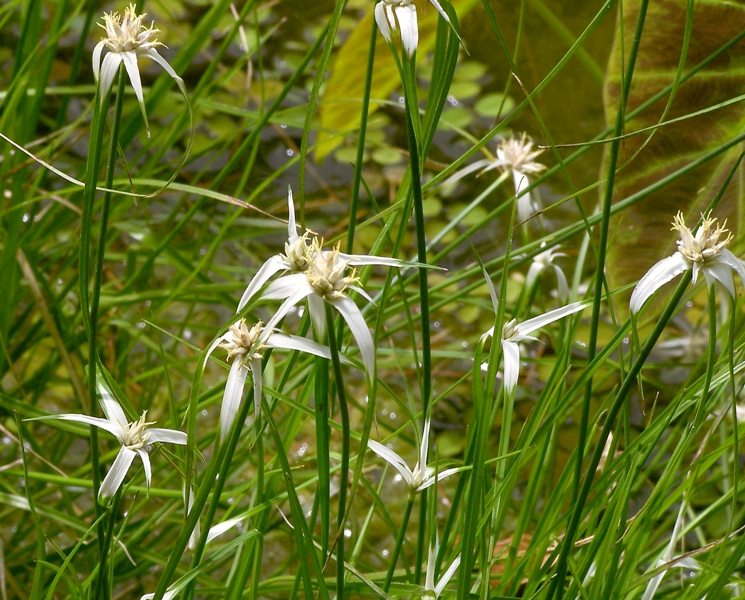
Tribus Rhynchosporeae: Rhynchospora colorata

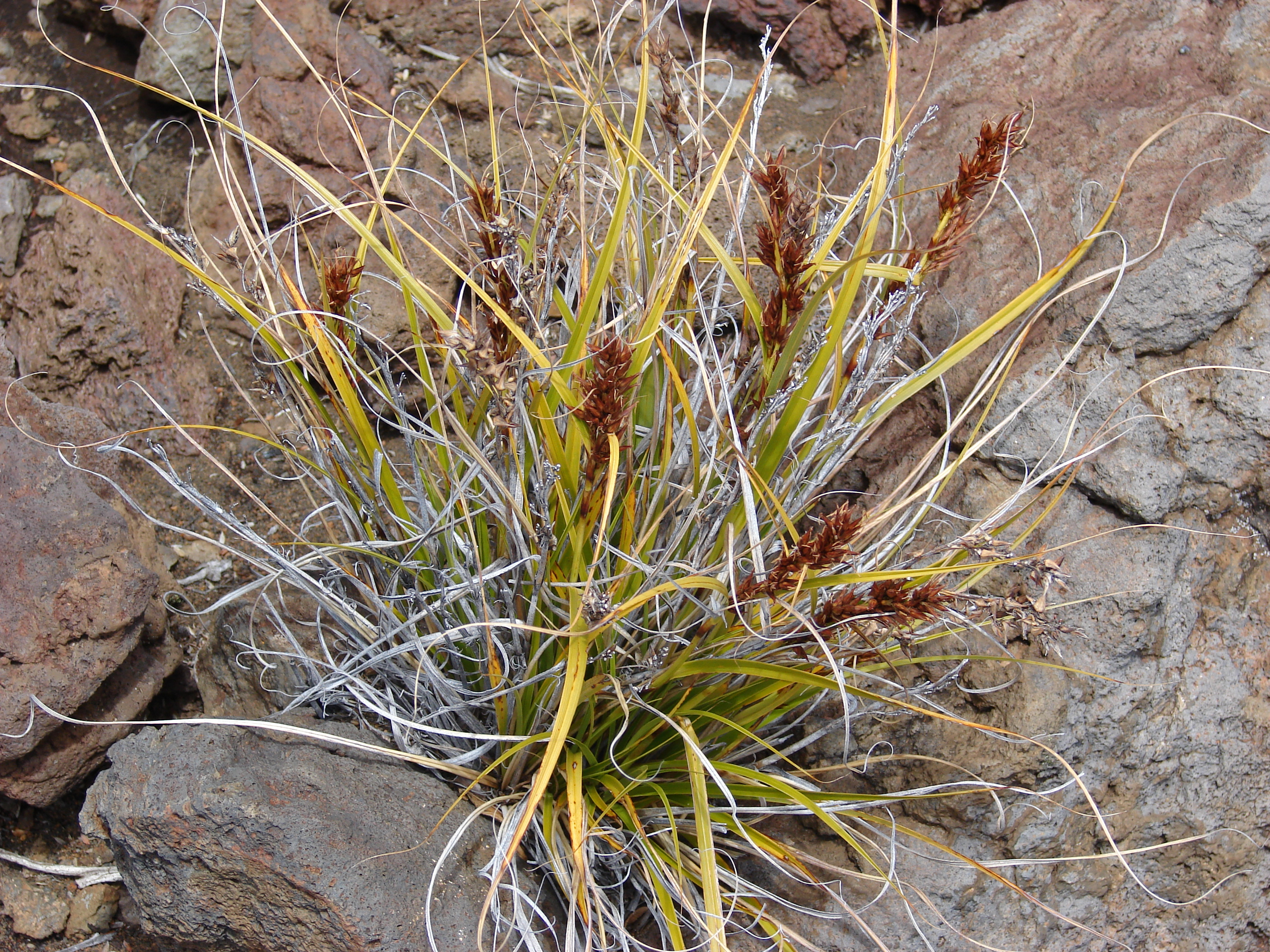
Tribus Schoeneae: Morelotia gahniiformis

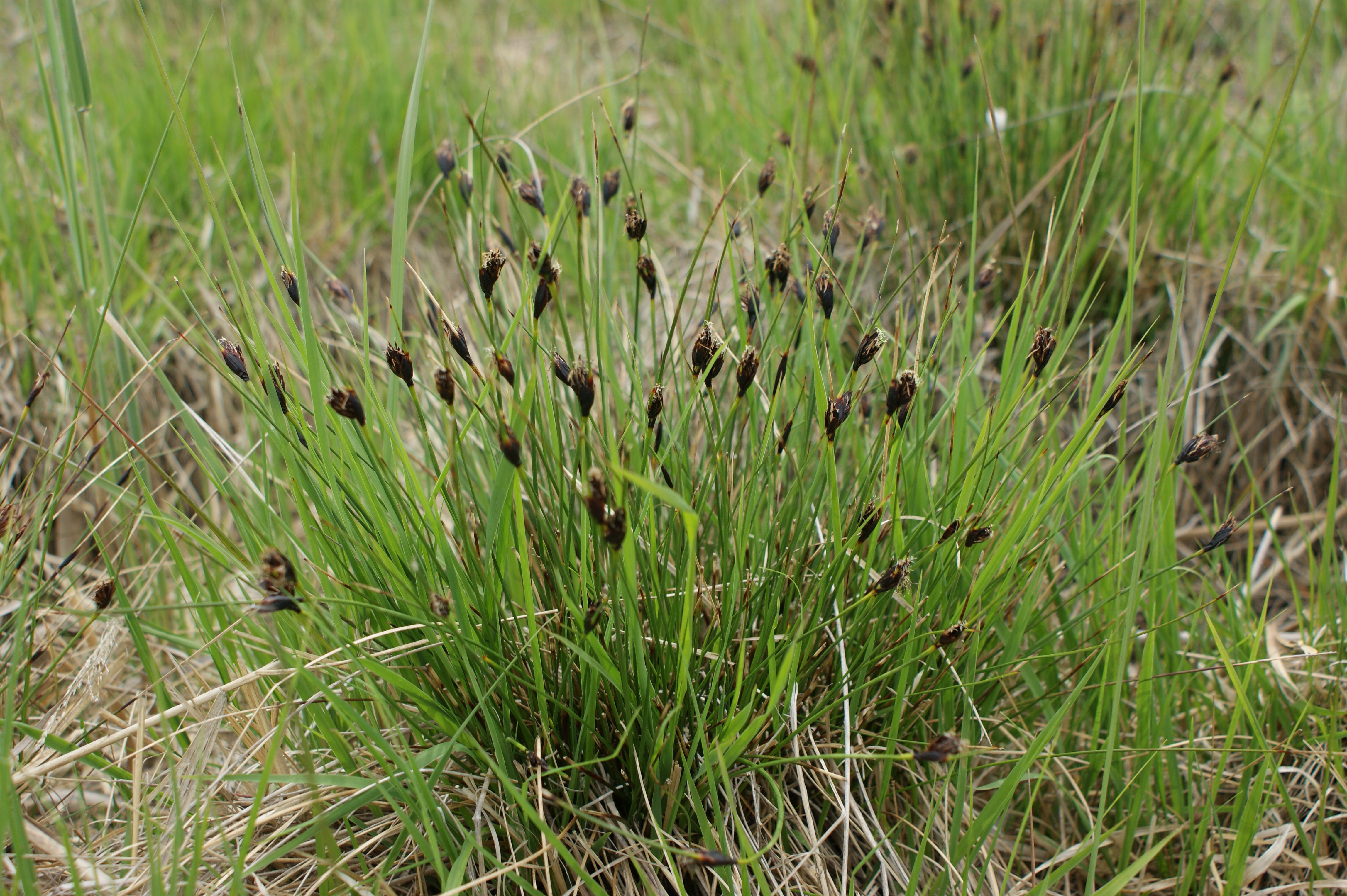
Tribus Schoeneae: Schwarzes Kopfried (Schoenus nigricans)

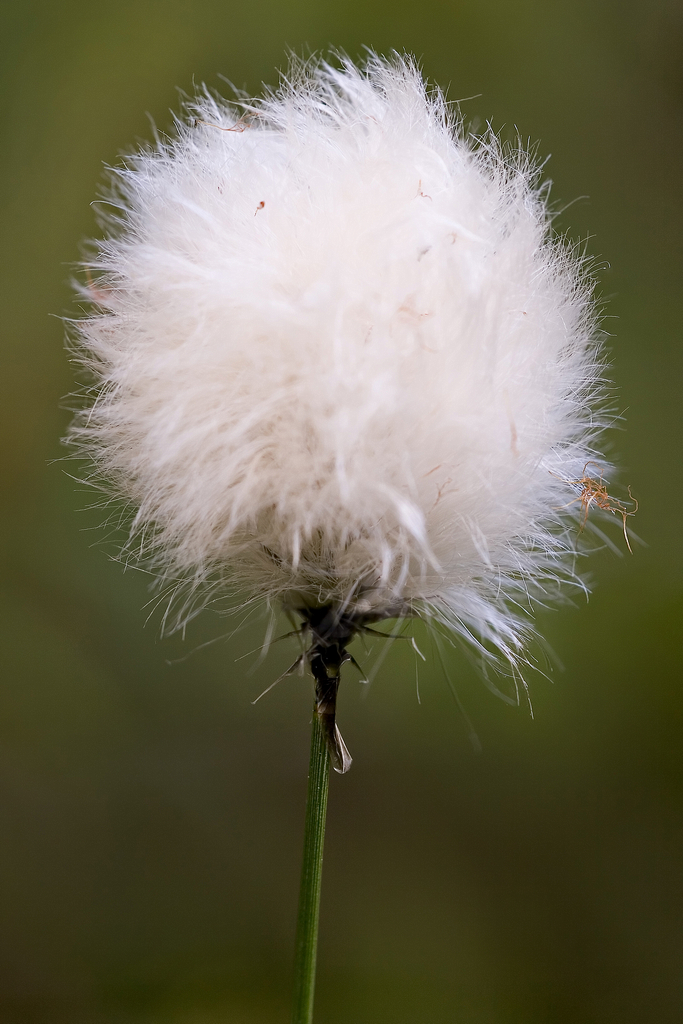
Tribus Scirpeae: Scheiden-Wollgras (Eriophorum vaginatum)

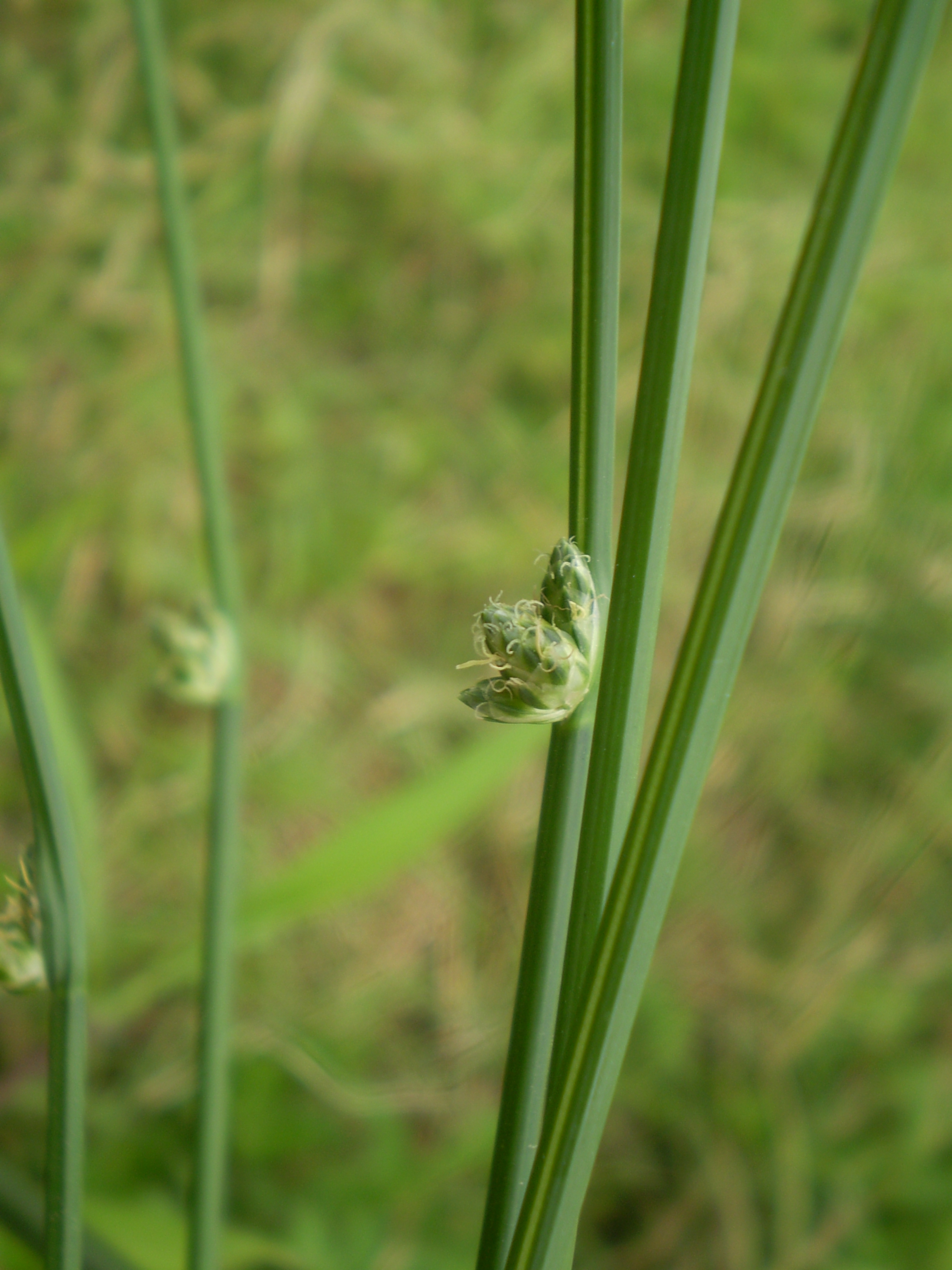
Tribus Scirpeae: Scirpus hotarui

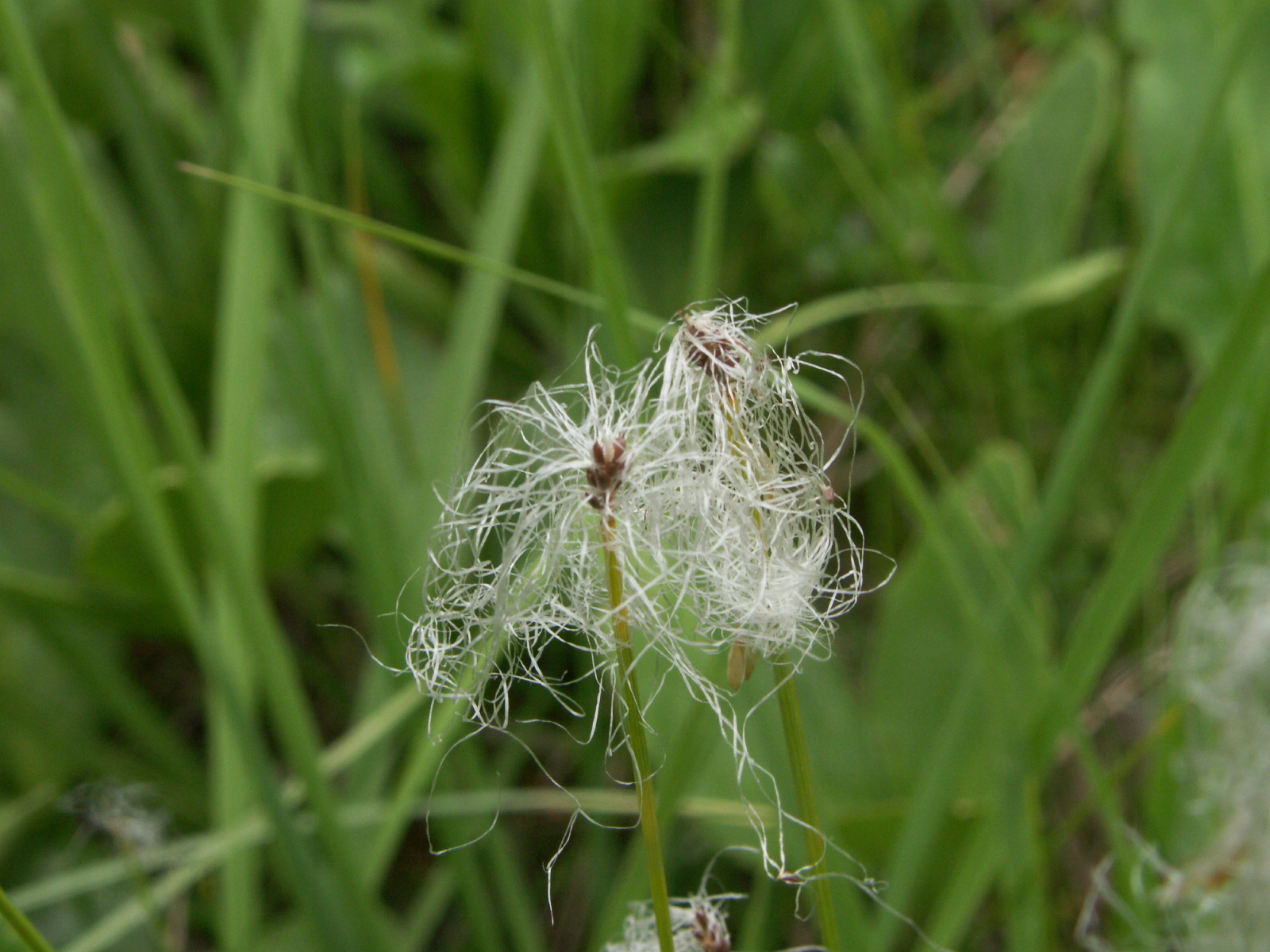
Tribus Scirpeae: Alpen-Rasenbinse (Trichophorum alpinum)

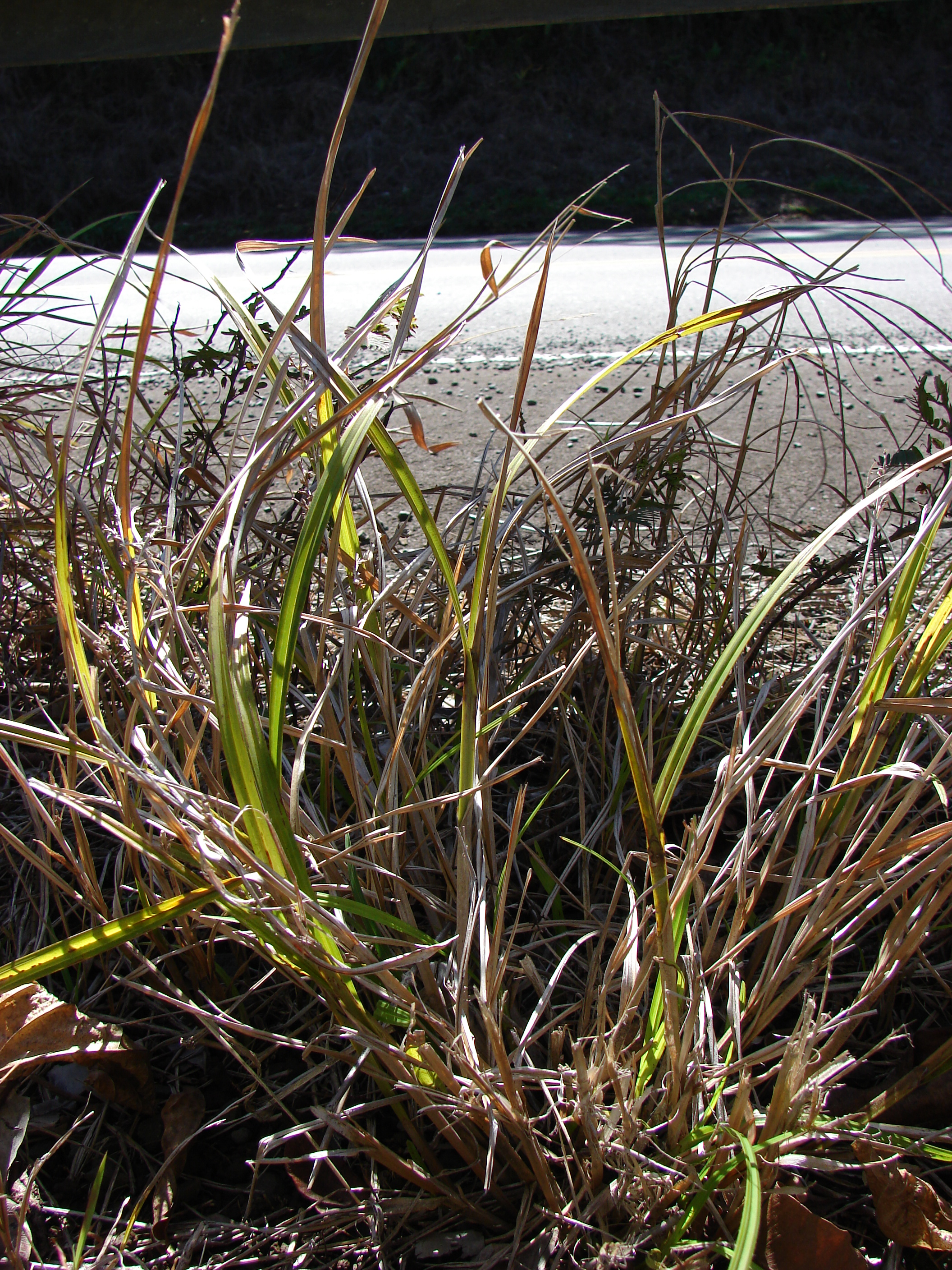
Tribus Sclerieae: Habitus von Scleria testacea

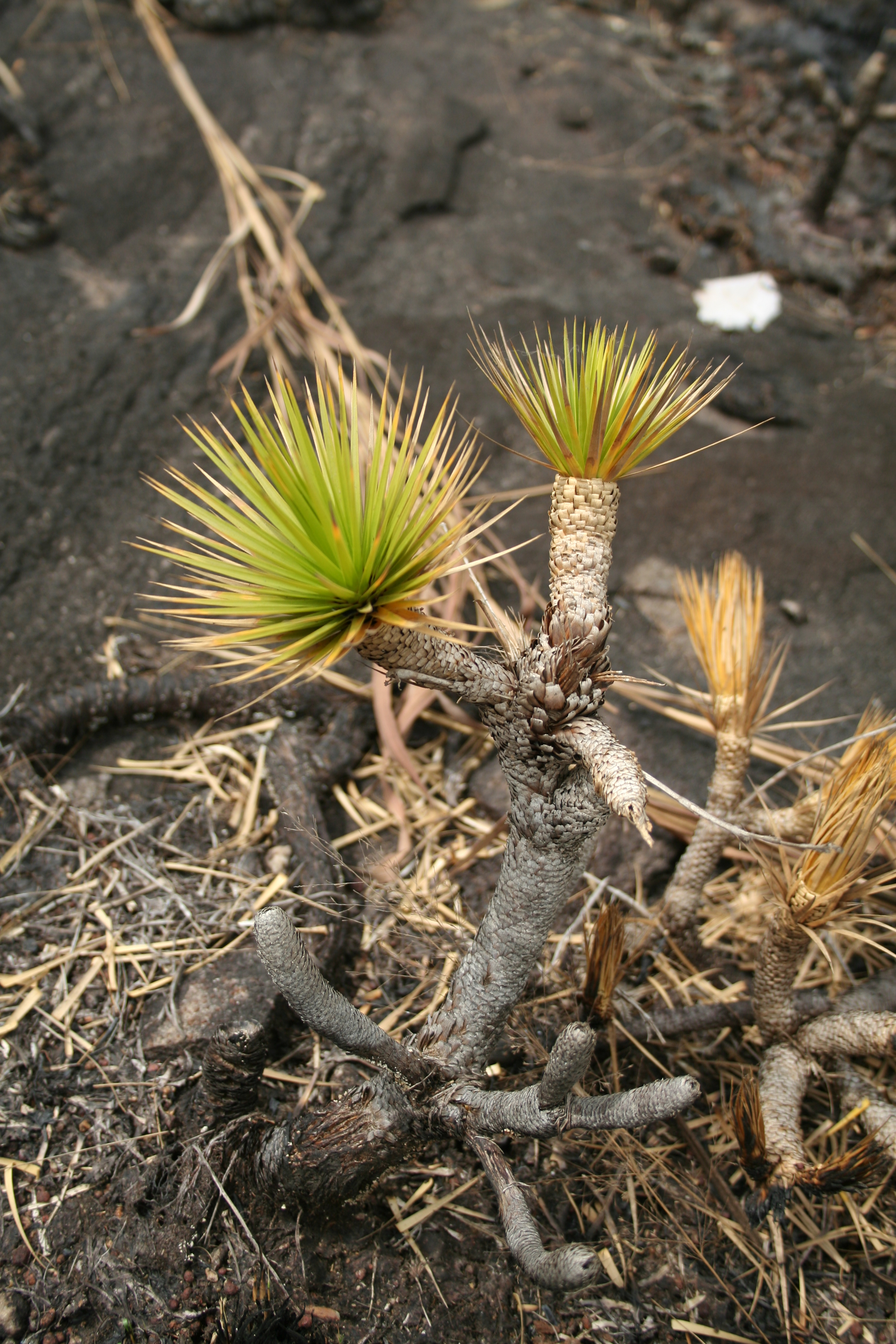
Tribus Trilepideae: Microdracoides squamosus, eine außergewöhnliche Art der Familie Cyperaceae von einem Inselberg in Kamerun

Die Erstveröffentlichung der Familie erfolgte 1789 unter dem Namen Cyperoideae durch Antoine Laurent de Jussieu in Genera Plantarum, 26. Typusgattung ist Cyperus L.
Sauergrasgewächse (Cyperaceae) und Binsengewächse (Juncaceae) wurden früher einer gemeinsamen systematischen Überordnung (Juncanae) zusammengefasst, da sie näher miteinander verwandt sind als mit den Süßgräsern (Poaceae). Sie bildeten bisher die einzige Pflanzenfamilie aus der Ordnung der Sauergrasartigen (Cyperales).
Molekularbiologische Untersuchungen stellen sie allerdings zur Ordnung der Süßgrasartigen (Poales). Innerhalb der Ordnung der Poales sind die Cyperaceae eine Schwestergruppe der Juncaceae. Ein Synonym für Cyperaceae Juss. ist Kobresiaceae Gilly.

### Botanische Geschichte
Der führende Cyperaceae-Forscher des 19. Jahrhunderts war der Apotheker und Botaniker Johann Otto Böckeler (* 12. August 1803 in Hannover; † 5. März 1899 in Varel).

### Innere Systematik
Die Familie der Cyperaceae enthält etwa (98 bis) 109 Gattungen und etwa 5500 Arten. Etwa 35 % der Gattungen sind monotypisch, 26 % enthalten nur zwei bis fünf Arten, aber sieben das sind 6 % der Gattungen enthalten jeweils mehr als 200 Arten. Die beiden artenreichsten Gattungen sind Cyperus mit 686 Arten und Carex mit etwa 1757 Arten.
Der Schwerpunkt ihrer Verbreitung liegt in gemäßigten bis subarktischen Gebieten der Welt.
Die Familie der Sauergrasgewächse (Cyperaceae) wird in zwei (früher in vier bis fünf) Unterfamilien und 14 Tribus (Simpson et al. 2006) gegliedert:
- Unterfamilie Mapanioideae: Sie enthält zwei Tribus mit (sechs bis) etwa 13 Gattungen und etwa 140 Arten:[4]
  - Tribus Chrysitricheae Nees: Die etwa fünf Gattungen kommen nur auf der Südhalbkugel vor:[3]
    - Capitularina J.Kern (Syn.: Capitularia J.V.Suringar): Sie enthält nur eine Art:
      - Capitularina involucrata (J.V.Suringar) J.Kern: Sie ist von Neuguinea bis zu den Salomonen verbreitet.[2]

    - Chrysitrix L.: Von den etwa vier Arten sind drei in Südafrika verbreitet und eine kommt im südwestlichen Australien vor.[2]
    - Chorizandra R.Br.: Die etwa fünf Arten sind im östlichen und südlichen Australien verbreitet.[2]
    - Exocarya Benth.: Sie enthält nur eine Art:
      - Exocarya sclerioides (F.Muell.) Benth.: Sie kommt im östlichen Neuguinea und nordöstlichen New South Wales vor.[2]

    - Lepironia Rich. (Syn.: Chondrachne R.Br.): Sie enthält nur eine Art:
      - Lepironia articulata (Retz.) Domin (Syn.: Lepironia mucronata Rich.): Sie ist in Madagaskar, in den chinesischen Provinzen Guangdong sowie Hainan, in Taiwan, auf den Ryūkyū-Inseln, in Sri Lanka, Indien, Kambodscha, Laos, Thailand, Vietnam, auf Celebes, in Irian Jaya, Kalimantan, auf den Molukken, in Sumatra, Malaysia, Papua-Neuguinea, in den australischen Bundesstaaten New South Wales, Northern Territory sowie Queensland, in Mikronesien, auf Fidschi, Tonga und in Neukaledonien verbreitet.[3]

  - Tribus Hypolytreae Wight & Arnott: Sie enthält etwa neun Gattungen mit etwa 159 Arten:[3]
    - Diplasia Rich.: Sie enthält nur eine Art:
      - Diplasia karatifolia Rich. ex Pers.: Sie ist von Zentralamerika und die Insel Trinidad bis zum tropischen Südamerika verbreitet.[2]

    - Hypolytrum Rich. (Syn.:Albikia J.Presl & C.Presl, Beera P.Beauv., Tunga Roxb.): Die fast 60 Arten sind in den Tropen verbreitet.[2]
    - Mapania Aubl. (Syn.:Apartea Pellegr., Cephaloscirpus Kurz, Langevinia Jacq.-Fél., Lepistachya Zipp. ex Miq., Pandanophyllum Hassk., Thoracostachyum Kurz): Die etwa 85 Arten sind in den Tropen verbreitet.[2]
    - Paramapania Uittien: Sie enthält etwa sieben Arten sind von Malesien bis auf Inseln des westlichen Pazifik verbreitet.[2]
    - Principina Uittien: Sie enthält nur eine Art:
      - Principina grandis Uittien: Sie kommt nur auf den Inseln São Tomé und Príncipe vor.[2]

    - Scirpodendron Zipp. ex Kurz: Die etwa zwei Arten kommen im südwestlichen Sri Lanka, östlichen Indien, Malaysia, Australien und Polynesien vor.[2]

- Unterfamilie Cyperoideae: Sie enthält zwölf Tribus mit etwa 92 Gattungen und fast 4900 Arten:
  - Tribus Abildgaardieae Lye: Sie enthält etwa neun Gattungen:
    - Actinoschoenus Benth. (sie wurde manchmal zu Fimbristylis Vahl gestellt): Die etwa drei Arten kommen vom tropischen westlichzentralen Afrika bis Sambia, auf Iseln im westlichen Indischen Ozean, von Sri Lanka bis zum südlichen China und im nördlichen Australien vor.[2]
    - Arthrostylis R.Br.: Sie enthält nur eine Art:
      - Arthrostylis aphylla R.Br.: Sie gedeihnt im tropischen nördlichen Australien verbreitet.[2]

    - Bulbostylis Kunth (Syn.: Oncostylis Nees, Stenophyllus Raf.,  sie wurde manchmal zu Abildgaardia Vahl gestellt): Die etwa 205 Arten sind in den Tropen und Subtropen und in Zentralasien verbreitet.[2]
    - Crosslandia W.Fitzg.: Sie enthält nur eine Art:
      - Crosslandia setifolia W.Fitzg.: Sie ist in Australien vom nördlichen Western Australia bis nördlichen Northern Territory verbreitet.[2]

    - Fransenbinsen (Fimbristylis Vahl, Syn.: Abildgaardia Vahl, Abildgardia Rchb. orth. var., Aplostemon Raf., Campylostachys E.Mey., Dichostylis P.Beauv. nom. superfl., Echinolytrum Desv., Gussonea J.Presl & C.Presl, Iria (Pers.) R.Hedw., Iriha Kuntze orth. var., Mischospora Boeckeler,   Pogonostylis Bertol., Pseudocyperus Steud., Trichelostylis T.Lestib., Tylocarya Nelmes): Die 250 bis fast 300 Arten sind fast weltweit verbreitet.[2] Darunter:
      - Fransenbinse (Fimbristylis dichotoma (L.) Vahl): Ihr Verbreitungsgebiet umfasst fast weltweit die Tropen und Subtropen. Sie kommt in 6 Unterarten vor.[2]

    - Nelmesia Van der Veken: Sie enthält nur eine Art:
      - Nelmesia melanostachya Van der Veken: Sie kommt in der Demokratischen Republik Kongo vor.[2]

    - Nemum Desv.: Die etwa acht Arten sind im tropischen Afrika verbreitet.[2]
    - Trachystylis S.T.Blake: Sie enthält nur eine Art:
      - Trachystylis stradbrokensis (Domin) Kük.: Sie kommt nur im australischen Bundesstaat Queensland vor.[2]

    - Trichoschoenus J.Raynal: Sie enthält nur eine Art:
      - Trichoschoenus bosseri J.Raynal: Sie kommt in Madagaskar vor.[2]

  - Tribus Bisboeckelereae Pax: Sie enthält etwa drei Gattungen:
    - Becquerelia Brogn.: Die etwa sieben Arten sind in der Neotropis verbreitet.[2]
    - Bisboeckelera Kuntze (Syn.: Hoppia Nees nom. illeg.): Die etwa vier Arten sind im tropischen Südamerika verbreitet.[2]
    - Diplacrum R.Br. (Syn.: Pteroscleria Nees): Die etwa neun Arten sind in den Tropen und Subtropen verbreitet.[2]

  - Tribus Cariceae  Dumortier: Die Erkenntnisse der molekulargenetischen Untersuchungen zeigten, dass die Gliederungen innerhalb der Tribus Cariceae auf Grundlage nur von Morphologie keine natürlichen Verwandtschaften darstellen. Die Global Carex Group stellte 2015/16 alle Gattungen und Arten der Tribus Cariceae in die Gattung Carex:[5]
    - Seggen (Carex L., Syn.: Agistron Raf., Ammorrhiza Ehrh., Anithista Raf., Archaeocarex Börner, Baeochortus Ehrh., Bitteria Börner, Blysmocarex N.A.Ivanova, Callistachys Heuff., Caricella Ehrh., Caricina St.-Lag., Caricinella St.-Lag., Chionanthula Börner, Chordorrhiza Ehrh., Cobresia Pers. orth. var., Coleachyron J.Gay ex Boiss., Cryptoglochin Heuff., Cymophyllus Mack. ex Britton & A.Br., Cyperoides Ség., Dapedostachys Börner, Desmiograstis Börner, Deweya Raf., Diemisa Raf., Diplocarex Hayata, Dornera Heuff., Drymeia Ehrh., Echinochlaenia Börner, Edritria Raf., Elyna Schrad., Facolos Raf., Forexeta Raf., Froelichia Wulfen nom. illeg., Genersichia Heuff., Heleonastes Ehrh., Hemicarex Benth., Heuffelia Opiz, Holmia Börner, Homalostachys Boeckeler, Itheta Raf., Kobresia Willd., Kobria St.-Lag., Kolerma Raf., Kuekenthalia Börner, Lamprochlaenia Börner, Leptostachys Ehrh., Leptovignea Börner, Leucoglochin Heuff., Limivasculum Börner, Limonaetes Ehrh., Loncoperis Raf., Loxanisa Raf., Loxotrema Raf., Manochlaenia Börner, Maukschia Heuff., Meltrema Raf., Neilreichia Kotula, Neskiza Raf., Olamblis Raf., Olotrema Raf., Onkerma Raf., Osculisa Raf., Phaeolorum Ehrh., Phyllostachys Torr. nom. provis., Physiglochis Neck., Polyglochin Ehrh., Proteocarpus Börner, Pseudocarex Miq., Psyllophora Ehrh., Ptacoseia Ehrh., Rhaptocalymma Borrer, Rhynchopera Börner nom. illeg., Schelhammeria Moench, Schoenoxiphium Nees, Temnemis Raf., Thysanocarex Börner, Trasus Gray, Ulva Adans., Uncinia Pers., Vesicarex Steyerm., Vignantha Schur, Vignea P.Beauv. ex T.Lestib., Vignidula Börner):[2] Die (früher 1000 bis) im 21. Jahrhundert über 2000 Arten sind fast weltweit verbreitet.[2][6] Die etwa 57 Arten der ehemaligen Gattung Schuppenseggen (Kobresia Willd., Cobresia Pers. orth. var., Kobria St.-Lag., Elyna Schrad., Froelichia Wulfen nom. illeg., Hemicarex Benth., Holmia Börner, Blysmocarex N.A.Ivanova) werden auch formal in die Gattung Carex eingeschlossen.[2][5][7]

  - Tribus Cladieae Nees: Sie enthält nur zwei Gattungen mit etwa vier Arten:
    - Schneiden (Cladium P.Browne, Syn.: Mariscus Scop., Trasis P.Beauv.): Die etwa drei Arten sind fast weltweit verbreitet.[2]
    - Rhynchocladium T.Koyama: Sie enthält nur eine Art:
      - Rhynchocladium steyermarkii (T.Koyama) T.Koyama: Sie ist vom südlichen Venezuela bis Guyana verbreitet.[2]

  - Tribus Cryptangieae Bentham: Sie enthält etwa drei Gattungen in der Neotropis:
    - Cephalocarpus Nees: Die etwa vier Arten sind im tropischen Südamerika verbreitet.[2]
    - Everardia Ridl. (Syn.: Pseudoeverardia Gilly): Die etwa elf Arten sind im tropischen Südamerika verbreitet.[2]
    - Lagenocarpus Nees (Syn.: Anogyna Nees, Acrocarpus Nees nom. illeg., Adamantogeton Schrad. ex Nees, Cryptangium Schrad. ex Nees, Microlepis Schrad. ex Nees, Orobium Schrad. ex Nees, Phaenopyrum Schrad. ex Nees, Lerisca Schltdl., Cladotheca Steud., Neo-Senaea K.Schum. ex H.Pfeiff., Ulea-flos C.B.Clarke ex H.Pfeiff. nom. inval., Exochogyne C.B.Clarke, Didymiandrum Gilly): Die fast 30 Arten sind in der Neotropis verbreitet.[2]

  - Tribus Cypereae Dumortier: Die etwa 900 Arten waren früher etwa 20 Gattungen eingeordnet, die Arten von einigen Gattungen wurden in die erweiterte Gattung Cyperus gestellt:
    - Androtrichum (Brongn.) Brongn.: Die nur zwei Arten sind von Brasilien bis ins nordöstliche Argentinien verbreitet. Sie werden meist zu Cyperus gestellt.[2]
    - Ascolepis Nees (Syn.: Platylepis Kunth nom. illeg., Pterachne Schrad. ex Nees nom. inval., Pterogyne Schrad. ex Nees nom. inval., Antrolepis Welw. nom. inval.): Die etwa 23 Arten von den Tropen bis zu den Subtropen verbreitet.[2]
    - Zypergräser (Cyperus L. s. l., Syn.: Papyrus Willd., Indocourtoisia Bennet & Raizada nom. illeg., Pseudomariscus Rauschert nom. illeg., Aliniella J.Raynal nom. illeg., Mariscus Vahl nom. cons., Mariscus Gaertn. nom. illeg., Courtoisia Nees nom. illeg., Duval-jouvea Palla, Diclidium Schrad. ex Nees, Adupla Bosc ex Juss., Remirea Aubl., Opetiola Gaertn., Epiphystis Trin., Torulinium Desv. ex Ham., Anosporum Nees, Oxycaryum Nees, Galilea Parl., Hydroschoenus Zoll. & Moritzi, Atomostylis Steud., Pterocyperus Opiz, Sorostachys Steud., Borabora Steud., Trentepohlia Boeckeler, Crepidocarpus Klotzsch ex Boeckeler, Cylindrolepis Boeckeler, Juncellus C.B.Clarke, Ungeria Nees ex C.B.Clarke, Didymia Phil., Chlorocyperus Rikli, Eucyperus Rikli, Acorellus Palla ex Kneuck., Sphaeromariscus E.G.Camus, Mariscopsis Cherm., Ascopholis C.E.C.Fisch., Sphaerocyperus Lye, Alinula J.Raynal, Courtoisina Soják, Raynalia Soják, Marisculus Goetgh., Queenslandiella Domin, Kyllingiella R.W.Haines & Lye): Die Gattung Cyperus ist nur monophyletisch, wenn die Arten von zehn kleineren Gattungen eingegliedert werden. Die etwa 600 Arten sind fast weltweit verbreitet.[2][8]
    - Dracoscirpoides Muasya: Sie wurde 2012 aufgestellt. Die nur drei Arten sind im südlichen Afrika verbreitet.[2]
    - Ficinia Schrad. (Syn.: Melancranis Vahl, Hypolepis P.Beauv. ex Lestib., Hemichlaena Schrad., Acrolepis Schrad., Hypophialium Nees, Pleurachne Schrad., Schoenidium Nees, Sickmannia Nees, Desmoschoenus Hook. f., Chamaexiphium Hochst. ex Steud. nom. illeg., Anthophyllum Steud.): Die etwa 70 Arten sind von Äthiopien bis ins südliche Afrika sowie Madagaskar verbreitet und kommen im südlichen sowie östlichen Australien und Neuseeland und auf den Inseln St. Helena, St. Paul und den Juan Fernández Inseln vor.[2]
    - Hellmuthia Steud.: Sie enthält nur eine Art:
      - Hellmuthia membranacea (Thunb.) R.W.Haines & Lye: Sie kommt nur in der südafrikanischen Provinz Westkap vor.

    - Moorbinsen (Isolepis R.Br., Syn.: Eleogiton Link, Scirpidiella Rauschert): Die etwa 70 Arten sind fast weltweit verbreitet.[2] Darunter auch:
      - Frauenhaargras (Isolepis cernua (Vahl) Roem. & Schult.): Sie kommt in Süd- und Westeuropa, Afrika, Asien, Australien und Nord-, Mittel- und Südamerika vor. Sie wird als Zierpflanze verwendet.[2][9]
      - Flutende Moorbinse (Isolepis fluitans (L.) R.Br.): Sie kommt in Europa, Afrika, Madagaskar, Südasien, Australien und Neuseeland vor.[2] In Mitteleuropa kommt sie in Belgien, den Niederlanden, Dänemark und in Deutschland vor.[9]
      - Borstige Moorbinse (Isolepis setacea (L.) R.Br.)

    - Karinia Reznicek & McVaugh: Sie enthält nur eine Art:
      - Karinia mexicana (C.B.Clarke ex Britton) Reznicek & McVaugh: Sie kommt in Mexiko vor.[2]

    - Kyllinga Rottb. (Syn.: Thryocephalon J.R.Forst. & G.Forst., Killinga T.Lestib., Hedychloe Raf., Cyprolepis Steud. nom. nud., Lyprolepis Steud.): Die etwa 70 Arten sind von den Tropen bis zu den Subtropen verbreitet.[2]
    - Lipocarpha R.Br. (Syn.: Hypaelyptum Vahl nom. rej., Hemicarpha Nees, Rikliella J.Raynal): Die etwa 35 Arten sind von den Tropen bis zu den Subtropen und in Nordamerika verbreitet.[2]
    - Pycreus P.Beauv. (Syn.: Distimus Raf., Torreya Raf. nom. illeg.): Die etwa 120 Arten sind fast weltweit verbreitet. Sie werden von manchen Autoren aber auch zur Gattung Cyperus gestellt.[2]
    - Kugelbinsen (Scirpoides Ség., Syn.: Holoschoenus Link): Die etwa vier Arten sind von den Kanarischen Inseln bis zum westlichen Himalaja und im südlichen Afrika verbreitet.[2]
    - Volkiella Merxm. & Czech: Sie enthält nur eine Art:
      - Volkiella disticha Merxm. & Czech: Sie kommt in Namibia vor.[2]

  - Tribus Dulichieae W. Schultze-Motel: Sie enthält nur zwei Gattungen mit etwa fünf Arten auf der Nordhalbkugel:
    - Quellbinsen (Blysmus Panzer ex Schultes, Syn.: Nomochloa P.Beauv. nom. rej., Leptolepis Boeckeler, Blysmopsis Oteng-Yeb.): Die etwa vier Arten gedeihen von den subarktischen bis zu den gemäßigten Gebieten der Nordhalbkugel in Eurasien, Nordafrika und Nordamerika.[2]
    - Dulichium Pers. (Syn.: Pleuranthus Pers.): Sie enthält nur eine Art:
      - Dulichium arundinaceum (L.) Britton: Sie ist mit zwei Varietäten in Nordamerika verbreitet.[2][6]

  - Tribus Eleocharideae Goetghebeur: Sie enthält nur noch eine Gattung:
    - Sumpfbinsen (Eleocharis R.Br., Syn.: Elaeocharis Brongn. orth. var., Trichophyllum Ehrh. nom. inval., Bulbostylis Steven nom. rej., Heleocharis T.Lestib., Limnochloa P.Beauv. ex Lestib., Megadenus Raf., Clavula Dumort., Heliocharis Lindl., Baeothryon Ehrh. ex A.Dietr., Chaetocyperus Nees, Eleogenus Nees, Scirpidium Nees, Limnocharis Kunth nom. illeg., Chlorocharis Rikli, Chamaegyne Suess., Helonema Suess., Websteria S.H.Wright, Chillania Roiv., Egleria L.T.Eiten): Die 200 bis  250 Arten sind fast weltweit verbreitet.[10]

  - Tribus Fuireneae Fenzl: Sie enthält etwa sieben Gattungen:
    - Actinoscirpus (Ohwi) R.W.Haines & Lye: Sie enthält nur eine Art:
      - Actinoscirpus grossus (L. f.) Goetgh. & D.A.Simpson: Sie ist mit zwei Varietäten im tropischen bis subtropischen Asien vom Indischen Subkontinent über Indochina, in den chinesischen Provinzen südliches Guangdong sowie Guangxi bis Japan und Malesien und im nördlichen Australien (nur Northern Territory, Queensland) weitverbreitet.[2][3]

    - ×Bolboschoenoplectus Tatanov = Gattungshybride (intergenerische Hybride) aus Bolboschoenus × Schoenoplectus: Es gibt nur eine Art:[2]
      - ×Bolboschoenoplectus mariqueter (Tang & F.T.Wang) Tatanov: Sie kommt in China (beispielsweise in Shanxi) natürlich vor.[11]

    - Strandsimsen (Bolboschoenus (Asch.) Palla): Die etwa 15 Arten sind fast weltweit verbreitet.[2]
    - Fuirena Rottb. (Syn.: Vaginaria Pers., Pentasticha Turcz.): Die 30[11][6] bis 60[2] Arten sind fast weltweit verbreitet.
    - Pseudoschoenus (C.B.Clarke) Oteng-Yeb.: Sie enthält nur eine Art:
      - Pseudoschoenus inanis (Thunb.) Oteng-Yeb.: Sie ist im südlichen Afrika verbreitet.[2]

    - Schoenoplectiella Lye: Die etwa 50 Arten sind fast weltweit verbreitet.[2] Hierher gehören auch:
      - Stachelspitzige Teichbinse (Schoenoplectiella mucronata (L.) J.Jung & H.K.Choi)
      - Niedrige Teichbinse (Schoenoplectiella supina (L.) Lye)

    - Teichbinsen (Schoenoplectus (Rchb.) Palla, Syn.: Heleophylax P.Beauv. ex Lestib., Pterolepis Schrad., Heleogiton Schult. nom. illeg., Elytrospermum C.A.Mey., Malacochaete Nees, Pterygolepis Rchb., Scirpus L. subg. Schoenoplectus Rchb.): Die 44[2] bis 77[11][6] Arten sind fast weltweit verbreitet.

  - Tribus Rhynchosporeae Wight & Arnott: Sie enthält nur noch zwei Gattungen:
    - Pleurostachys Brogn.: Die etwa 33 Arten sind von Trinidad bis ins tropische Südamerika verbreitet.[2]
    - Schnabelriede (Rhynchospora Vahl, Syn.: Phaeocephalum Ehrh., Dichromena Michx., Triodon Pers., Spermodon P.Beauv. ex Lestib., Zosterospermon P.Beauv. ex Lestib., Dichroma Ham. nom. illeg., Pterotheca C.Presl, Calyptrostylis Nees, Cephaloschoenus Nees, Ceratoschoenus Nees, Diplochaete Nees, Echinoschoenus Nees & Meyen, Haloschoenus Nees, Haplostylis Nees, Mitrospora Nees, Morisia Nees, Psilocarya Torr., Eriochaeta Torr. ex Steud., Leptoschoenus Nees, Microchaeta Rchb., Sphaeroschoenus Nees, Asteroschoenus Nees, Ephippiorhynchium Nees, Hygrocharis Nees, Pachymitra Nees, Ptilochaeta Nees, Astroschoenus Lindl., Kleistrocalyx Steud., Calyptrolepis Steud., Cleistocalyx Steud., Ptilosciadium Steud., Trichochaeta Steud., Pterochaete Arn. ex Boeckeler, Lonchostylis Torr., Micropapyrus Suess., Syntrinema H.Pfeiff.): Die 250[6] bis 350[11] Arten sind fast weltweit verbreitet.[2]

  - Tribus Schoeneae Dumortier: Sie enthält 24 bis 29 Gattungen:
    - Calyptrocarya Nees: Die etwa acht Arten sind in der Neotropis verbreitet.
    - Capeobolus Browning (manchmal auch in Tetraria P.Beauv.): Sie enthält nur eine Art:
      - Capeobolus brevicaulis (C.B.Clarke) Browning: Sie kommt in der Capensis in den südafrikanischen Provinzen Ost- sowie Westkap vor.

    - Carpha Banks & Sol. ex R.Br. (Syn.: Asterochaete Nees, Oreograstis K.Schum.): Die etwa 15 Arten sind von Uganda bis ins südliche Afrika, auf Inseln im Indischen Ozean, in Japan und Neuguinea bis Neuseeland und im südlichen Südamerika weitverbreitet.[2]
    - Caustis R.Br.: Die etwa fünf Arten sind im südwestlichen und östlichen Australien beheimatet.
    - Costularia C.B.Clarke (Syn.: Lophoschoenus Stapf): Die etwa 24 Arten sind in Afrika, auf Inseln im Indischen Ozean und von Borneo bis Neukaledonien verbreitet.
    - Cyathochaeta Nees: Die fünf Arten kommen im südwestlichen und im östlichen Australien vor.
    - Cyathocoma Nees (Syn.: Macrochaetium Steud.): Die nur drei Arten sind im südlichen Afrika verbreitet.
    - Epischoenus C.B.Clarke: Die acht Arten kommen in der Capensis in den südafrikanischen Provinzen Ost- sowie Westkap vor.
    - Evandra R.Br.: Die etwa zwei Arten kommen im südwestlichen Australien vor.
    - Gahnia J.R.Forst. & G.Forst. (Syn.: Lampocarya R.Br.): Die etwa 40 Arten sind von Asien über den Pazifik bis Neuseeland verbreitet.
    - Lepidosperma Labill.: Die etwa 74 Arten sind von China und Indochina bis Neuseeland und Neukaledonien verbreitet.
    - Machaerina Vahl (Syn.: Agylla Phil., Baumea Gaudich., Chapelliera Nees, Terobera Steud., Trachyrhynchium Nees, Vincentia Gaudich.): Die etwa 50 Arten sind in der Neotropis, auf Inseln im Pazifischen und im Indischen Ozean sowie in Tansania verbreitet.[2]
    - Mesomelaena Nees: Die nur fünf Arten kommen im südwestlichen Australien vor.
    - Morelotia Gaudich.: Von den nur zwei Arten kommt eine in Neuseeland und die andere auf Hawaii vor.[2]
    - Neesenbeckia Levyns: Sie enthält nur eine Art:
      - Neesenbeckia punctoria (Vahl) Levyns: Sie ist in der Capensis beheimatet.

    - Oreobolus R.Br. (Syn.: Schoenoides Seberg, Voladeria Benoist): Die etwa 17 Arten kommen von Malesien bis Australasien, auf Hawaii und von Costa Rica bis zu den Falklandinseln vor.
    - Ptilothrix K.L.Wilson: Sie enthält nur eine Art:
      - Ptilothrix deusta (R.Br.) K.L.Wilson: Sie kommt nur im östlichen Australien vor.

    - Reedia F.Muell.: Sie enthält nur eine Art:
      - Reedia spathacea F.Muell.: Sie kommt im westlichen Australien vor.

    - Kopfried (Schoenus L., Syn.: Chaetospora R.Br., Lophocarpus Boeck., Neolophocarpus E.G.Camus, Ptilanthelium Steud.): Die etwa 110 Arten sind fast weltweit verbreitet.
    - Tetraria P.Beauv. (Syn.: Boeckeleria T.Durand, Elynanthus Nees, Ideleria Kunth, Tetrariopsis C.B.Clarke): Die etwa 53 Arten sind in Afrika, auf Borneo, in Australien und Neuseeland verbreitet.
    - Trianoptiles Fenzl (Syn.: Ecklonea Steud.): Die nur drei Arten sind in Südafrika verbreitet, davon kommen zwei nur im Westkap und eine auch im Nordkap vor.
    - Tricostularia Nees ex Lehm. (Syn.: Discopodium Steud.): Die nur fünf Arten sind von Sri Lanka über Hainan bis Südostasien und Borneo bis Australien verbreitet.[2]

  - Tribus Scirpeae Dumortier: Sie enthält etwa zehn Gattungen:
    - Amphiscirpus Oteng-Yeb.: Sie enthält nur eine Art:
      - Amphiscirpus nevadensis (S.Watson) Oteng-Yeb.: Sie ist in der Neuen Welt von Kanada bis zu den USA, in Argentinien und Chile weitverbreitet.

    - Cypringlea M.Strong: Die etwa drei Arten kommen in Mexiko vor.[2]
    - Wollgräser (Eriophorum L.): Die etwa 19 Arten sind auf der Nordhalbkugel und in Südafrika verbreitet.
    - Erioscirpus Palla: Die nur zwei Arten sind vom Iran bis China weitverbreitet.[2]
    - Oreobolopsis T.Koyama & Guagl.: Die etwa drei Arten sind in Kalifornien und Südamerika verbreitet.
    - Phylloscirpus C.B.Clarke: Die etwa drei Arten sind in Südamerika verbreitet.
    - Simsen (Scirpus L., Syn.: Actaeogeton Steud., Blepharolepis Nees, Chamaeschoenus Ehrh., Dichismus Raf., Diplarinus Raf., Leiophyllum Ehrh., Maximowicziella A.P.Khokhr., Maximoviczia A.P.Khokhr. nom. illeg., Nemocharis Beurl., Seidlia Opiz, Taphrogiton Montandon): Die etwa 67 Arten sind in gemäßigten Gebieten auf der Nordhalbkugel und im südlichen Südamerika verbreitet.[2]
    - Sumatroscirpus Oteng-Yeb.: Sie enthält nur eine Art:
      - Sumatroscirpus junghuhnii (Miq.) Oteng-Yeb.: Dieser Endemit kommt nur vom nördlichen bis zentralen Sumatra vor.[2]

    - Rasenbinsen (Trichophorum Pers.): Sie enthält etwa zehn Arten.
    - Zameioscirpus Dhooge & Goetgh.: Die etwa drei Arten sind in Südamerika verbreitet.

  - Tribus Sclerieae Wight & Arnott: Sie enthält nur eine Gattung:
    - Scleria P.Bergius (Syn.: Diaphora Lour., Catagyna P.Beauv. ex Lestib., Cylindropus Nees, Hypoporum Nees, Anerma Schrad. ex Nees, Chondrolomia Nees, Cryptopodium Schrad. ex Nees nom. inval., Hymenolytrum Schrad. ex Nees, Macrolomia Schrad. ex Nees, Mastigloscleria Nees, Omoscleria Nees, Ophryoscleria Nees, Schizolepis Schrad. ex Nees, Trachylomia Nees, Diploscyphus Liebm., Sphaeropus Boeckeler, Acriulus Ridl., Tonduzia Boeckeler nom. inval., Durandia Boeckeler): Die etwa 263 Arten sind in der Tropen bis Subtropopen und in Nordamerika verbreitet.[2]

  - Tribus Trilepideae Goetghebeur: Die nur vier Gattungen mit etwa 16 Arten sind in Afrika, Madagaskar und Südamerika verbreitet:
    - Afrotrilepis (Gilly) J.Raynal: Die nur zwei Arten sind im tropischen Westafrika verbreitet.[2]
    - Coleochloa Gilly: Die etwa acht Arten sind in Afrika und Madagaskar verbreitet.
    - Microdracoides Hua: Sie enthält nur eine Art:
      - Microdracoides squamosus Hua: Sie ist im tropischen Westafrika verbreitet.[2]

    - Trilepis Nees: Die etwa fünf Arten sind in Südamerika verbreitet.[2]

## Standorte in Mitteleuropa
In Mitteleuropa kommen Arten der Gattungen Quellbinsen (Blysmus), Strandsimsen (Bolboschoenus), Seggen (Carex), Schneiden (Cladium), Zypergräser (Cyperus), Sumpfbinsen (Eleocharis), Wollgräser (Eriophorum), Moorbinsen (Isolepis), Nackt-/Schuppenried (Kobresia), Schnabelriede (Rhynchospora), Kopfried (Schoenus), Teichbinsen (Schoenoplectus), Simsen (Scirpus), Rasenbinsen (Trichophorum) vor.
In Mitteleuropa gedeihen Sauergrasgewächse vorwiegend an feuchten Standorten wie zum Beispiel in Mooren, Feucht- und Nasswiesen, Sümpfen, Ufern oder in Verlandungszonen von Gewässern. Ferner sind sie in Erlenbrüchen zu finden. Etliche Arten kommen aber auch in trockeneren Biotopen wie beispielsweise in Trockenrasen auf Dünen, trockenen Wäldern, alpinen Geröllfeldern oder Felsspalten vor.
Neben unterschiedlichsten Feuchtepräferenzen der Arten zeigen sie auch unterschiedliche Ansprüche hinsichtlich des Kalkgehaltes ihrer Wuchsorte. In Mitteleuropa überwiegen deutlich jene Arten, welche auf kalkfreien, meist sauren Böden wachsen; daher rührt auch der Name Sauergrasgewächse.

## Verwendung

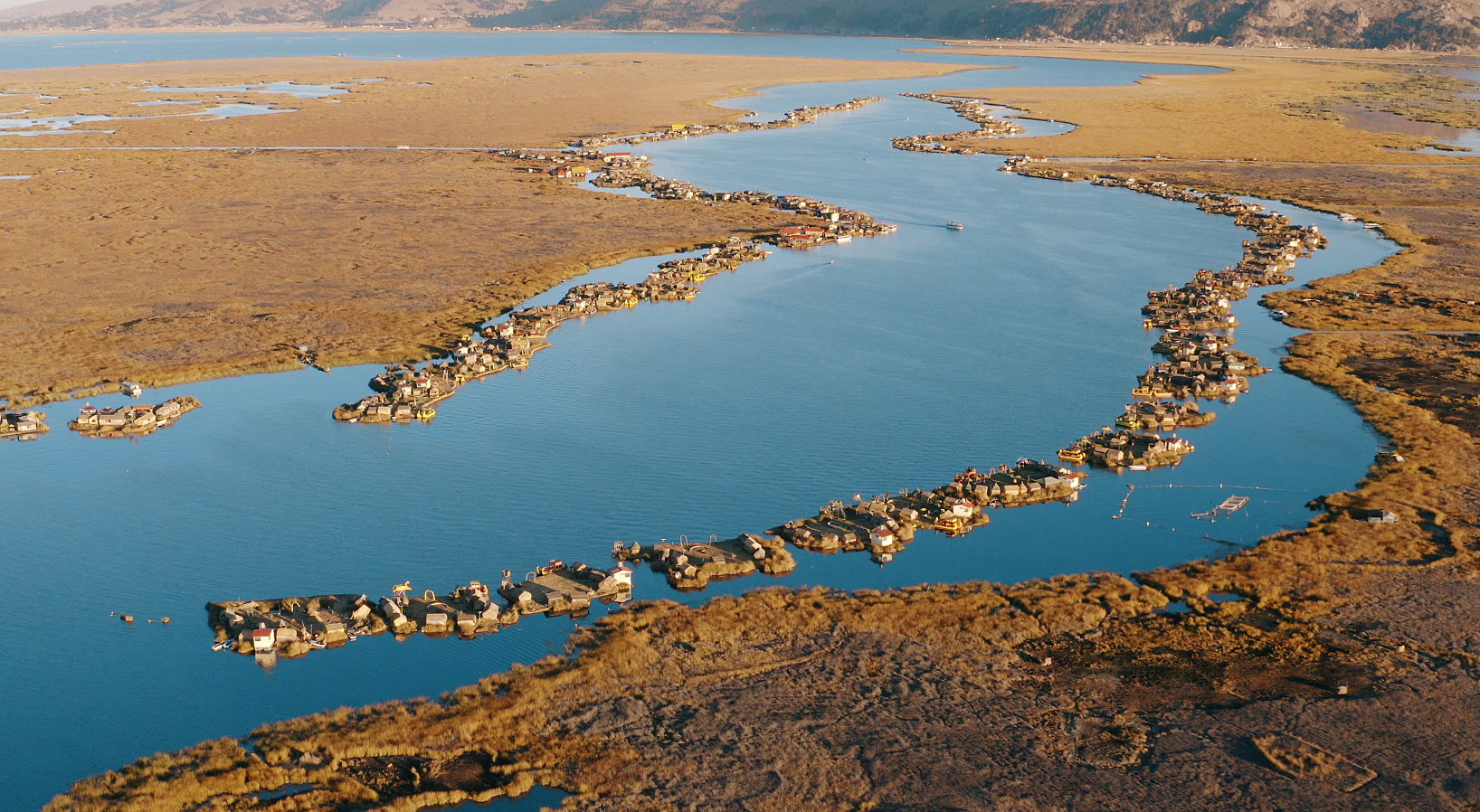
Künstliche schwimmende Inseln aus Totora-Schilf (Schoenoplectus californicus), gebaut von den Urus für ihre Siedlungen im Titicaca-See